# Armand Tuffin de La Rouërie
Vous lisez un « bon article » labellisé en 2008.
Armand-Charles Tuffin, marquis de La Rouërie, né le 13 avril 1751 à Fougères et mort le 30 janvier 1793 au château de La Guyomarais à Saint-Denoual, est un militaire français, héros de la guerre d’indépendance américaine et l'organisateur de l'Association bretonne.
Après une jeunesse orageuse, La Rouërie décide de partir en Amérique. Il participe à la guerre d’indépendance américaine dans l'armée continentale. Connu sous le nom de Colonel Armand, il se distingue à la tête de la 1re légion de dragons et participe activement à la bataille de Yorktown. Admirateur de la révolution américaine, ami de George Washington, La Rouërie revient en France avec le grade de brigadier-général, décoré de la croix de Saint-Louis et de l'ordre de Cincinnatus.
De retour en Bretagne, La Rouërie défend le parlement de Bretagne contre les édits de Versailles, ce qui lui vaut d'être enfermé à la Bastille le 14 juillet 1788.
Opposé à l'absolutisme, il voit d'abord avec joie les signes de la Révolution française. Le refus de la noblesse bretonne de députer à Versailles l'empêche de jouer un rôle aux États généraux. Royaliste, libéral et franc-maçon, La Rouërie rallie la contre-révolution à la suite de la suppression des lois et coutumes particulières de la Bretagne. Il crée l'Association bretonne afin de lever une armée contre les révolutionnaires. Trahi, La Rouërie meurt avant de pouvoir terminer son entreprise. Le mouvement organisé par le marquis sera le précurseur de la Chouannerie.

## Jeunesse

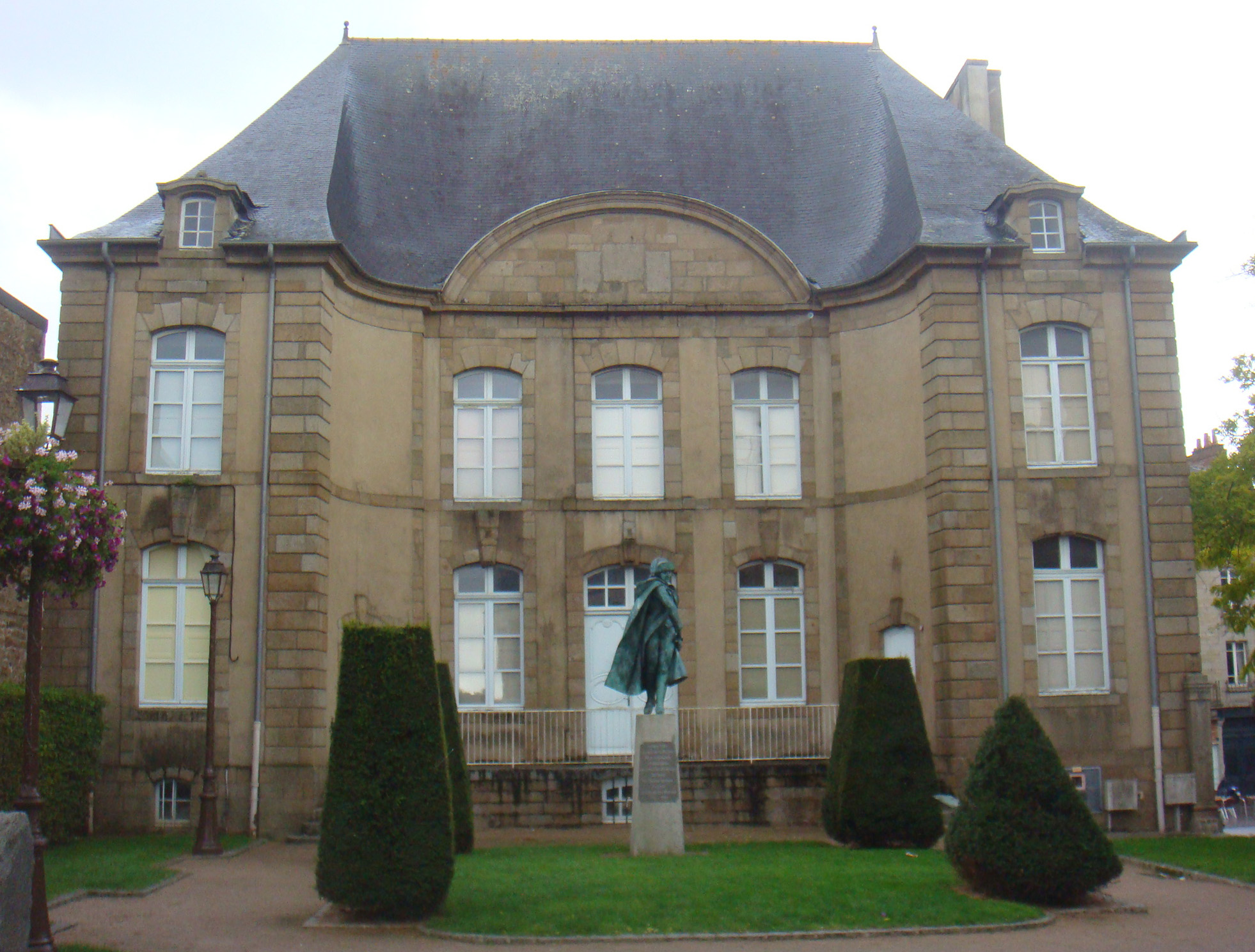
Hôtel de la Belinaye à Fougères, maison natale de La Rouërie.
Statue de La Rouërie, sculptée par Jean Fréour et érigée en 1993.

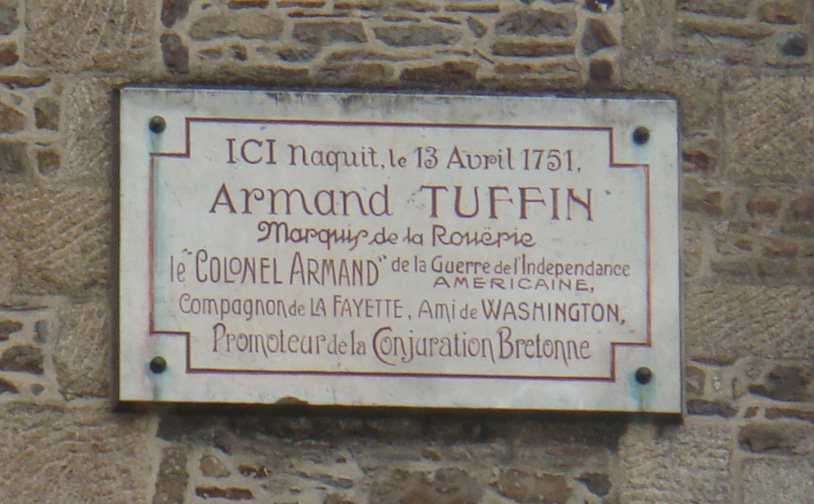
Plaque commémorative.

Armand-Charles Tuffin de La Rouërie, fils d'Anne Joseph Jacques Tuffin de La Rouërie et de Thérèse de La Belinaye, nait à Fougères, le 13 avril 1751. Il est l'aîné d'une famille de quatre enfants, Gervais, Charles-Louis et Renée, cette dernière morte en bas âge. Son père meurt également assez jeune, à vingt-neuf ans, en 1754, alors qu'Armand est âgé de trois ans.
Destiné comme noble à embrasser la carrière militaire dès son plus jeune âge, il a un maître d'armes, un maître d'équitation et également un maître de danse. Il apprend le latin, l'anglais et l'allemand. Déjà il aime jouer avec les enfants des environs, monte des bandes, organise des coups, révélant son caractère bagarreur.
En 1766, sa famille lui achète un brevet d'enseigne au régiment des Gardes-Françaises. Âgé de quinze ans, il quitte le château de Saint-Ouen-la-Rouërie où il a passé toute son enfance pour Paris. Il prend son service à Versailles. Les Gardes-Françaises étant un corps d'élite et de parade, les loisirs prennent plus de temps que le service, au début la vie à Paris et Versailles lui plait ; rapidement il est gagné par l'ennui.
Une curieuse aventure le rend célèbre dans la société parisienne. Un jour, en novembre 1766, il se rend à l'Académie de musique pour y voir un opéra-ballet. Ce jour-là, le premier rôle est tenu Mademoiselle Beaumesnil qui remplace Sophie Arnould. La Rouërie en tombe tout simplement amoureux. À la suite d'une autre représentation, il force la loge de Mlle Beaumesnil et lui déclare qu'il l'aime. La jeune femme reste sur sa réserve car elle est entretenue par un galant qui lui fournit une rente. Cet homme, M. de La Belinaye, est en fait le propre oncle d'Armand de La Rouërie. La jeune Beaumesnil se garde bien d'en souffler mot à Armand, elle l'éconduit poliment, lui déclarant seulement qu'elle n’est pas libre.
La Rouërie repart déçu et n'abandonne pas. Il monnaye l'aide de deux ouvriers et avec l'aide d'une échelle parvient à pénétrer chez Mlle Beaumesnil, dont il s'est procuré l'adresse. Celle-ci, alors seule au logis, repousse de nouveau les avances du marquis qui lui demande sa main. Lorsque La Belinaye arrive, peu après le départ de La Rouërie, il découvre l'échelle restée posée sous la fenêtre, et, furieux, rompt sa liaison avec Mlle Beaumesnil.
Par la suite, le bruit court à l'époque que La Rouërie est allé se retirer à la Trappe, qu’il s’y est fait moine et qu'un jour, son oncle s'étant perdu lors d'une chasse, croise par hasard son neveu et le reconnaît. La Rouërie, ignorant toujours les rapports entre son oncle et Mlle Beaumesnil, lui raconte son aventure, ce qui par la suite entraîne la réconciliation des trois personnages. Ces rumeurs étaient certainement fantaisistes ; depuis, toute la noblesse de Paris connaît La Rouërie sous le surnom d'« évadé de la Trappe ». L'histoire fait partie des ragots à la cour de Versailles.
Réconcilié avec son oncle, La Rouërie devient l'amant de Mlle Beaumesnil avec qui il a un fils qui est probablement envoyé au château de La Rouërie et confié au soin de sa grand-mère.
Cette vie frivole dure quelques années avant de prendre fin. Endetté, La Rouërie devient querelleur. Au cours d'un duel, en raison d'une dispute portant sur la cuisson d'un poulet, il blesse grièvement le comte de Bourbon Busset au point qu'on craint pour sa vie. Cet événement provoque la colère du Roi Louis XVI, dont Bourbon Busset est un ami d'enfance. Les duels étant interdits, le Roi menace de faire pendre le marquis. La Rouërie démissionne des Gardes-Françaises et s'exile à Genève. Cet exil ne dure pas, le Roi consent à ce que La Rouërie revienne en France à condition qu'il se retire sur ses terres.

## La révolution américaine
De retour à Saint-Ouen-la-Rouërie, après dix années de service, La Rouërie est peu fier et nourrit des regrets. Sa carrière militaire est désormais brisée alors que sa vocation est celle d'un militaire. Désœuvré, il se retire dans son château.
C’est pendant cette période que les nouvelles de la révolution américaine gagnent la Bretagne. La Rouërie a été initié à la franc-maçonnerie, à la loge du Régiment Royal-Roussillon Cavalerie ; la Parfaite Union et fréquente également la loge maçonnique de Fougères, l'Aimable Concorde comme  maître écossais. Les francs-maçons fougerais, en correspondance avec leurs homologues américains, reçoivent fréquemment des nouvelles des Treize colonies, c’est grâce à ces démarches que La Rouërie se tient informé des événements. Le désir de revanche sur les Anglais à la suite de la guerre de Sept Ans, le goût de l'aventure, le désir de faire oublier son passé, l'occasion de relancer sa carrière militaire à l'étranger auprès d'une cause qu'il juge juste, sont les principaux motifs qui poussent La Rouërie à s'embarquer pour l'Amérique.
Après une première tentative avortée qui consistait à partir avec un navire français, l'Amphitrite, appartenant à Beaumarchais depuis Le Havre, La Rouërie s'embarque, avec l'un de ses domestiques nommé Lefebvre, sur le Morris un navire américain qui appareille à Nantes dans les premiers mois de l'année 1777. Voyage mouvementé qui se termine à la nage, les Anglais ayant attaqué le navire dans la baie du Delaware.

## Arrivée en Amérique
Le 13 avril 1777, le Morris arrive en vue des côtes américaines dans la baie du Delaware, il apporte une cargaison d'armes et de munitions pour les Insurgents ainsi qu'un courrier de Benjamin Franklin pour le Congrès des États-Unis. Le navire est surpris par trois vaisseaux britanniques. Les Américains tentent de prendre la fuite. Les tirs anglais endommagent fortement le Morris qui s'échoue. Une chaloupe est mise à la mer, La Rouërie y prend place avec son domestique après que le capitaine lui a remis les dépêches. Refusant de laisser la cargaison aux Anglais, le capitaine Anderson fait sauter son navire. La chaloupe est renversée par une vague provoquée par un boulet et tous ses occupants doivent gagner la rive à la nage
Après quelques jours de marche, La Rouërie et Lefebvre arrivent à Philadelphie et obtiennent une audience auprès du Congrès afin de proposer leurs services dans l'armée continentale. Le marquis a été recommandé au Congrès par Robert Morris. Lors de l'audience, La Rouërie affirme qu'il est prêt à refuser de toucher une solde, désirant seulement mettre son épée au service de la cause. Il déclare également que ne voulant être connu ni sous son titre de marquis, ni sous nom de famille, il ne souhaite garder que son nom de baptême, c'est pourquoi il s'engage sous le nom de Charles Armand et sera connu par le surnom de Colonel Armand. Cet esprit de panache et de dévouement plait au Congrès qui remet à Armand, le 10 mai, un brevet de colonel. Le Congrès va jusqu'à accorder le même grade à Lefebvre, que ce dernier décline.

## La guerre d’indépendance américaine

### Le Colonel Armand
Pour que la nomination du Congrès soit acceptée, il faut l'accord du général en chef George Washington. Avant de le rencontrer, La Rouërie lui écrit un premier courrier.

La Rouërie arrive à Morristown, dans le New Jersey, où l'armée, alors forte de 9 000 hommes, tient ses quartiers. La Rouërie est fortement impressionné par le général Washington qui gagne rapidement son admiration. Washington a également une bonne opinion du jeune colonel, il écrit ainsi à Robert Morris : 

« Il m'apparaît comme un jeune homme sensé, modeste. Je me flatte que sa conduite sera telle que nous n'aurons pas de raison de nous repentir des bonnes manières qui pourront lui être témoignées. »

Confirmé dans son grade de colonel, La Rouërie ne peut toutefois intégrer l'armée continentale, car à ce moment aucun poste n'est vacant, à la place il est autorisé à lever un corps de partisans et de miliciens. Il y a peu de Français dans l'armée américaine à cette période et La Rouërie passe sous les ordres du major Nicholas Dietrich Ottendorf, commandant d'un corps franc d'infanterie, composé essentiellement de Pennsylvaniens germanophones. Rapidement, La Rouërie entre en conflit avec Ottendorf, lui reprochant ses mœurs de pillard. Washington lui donne raison, il destitue Ottendorf et La Rouërie prend la tête du corps franc.

### Première campagne

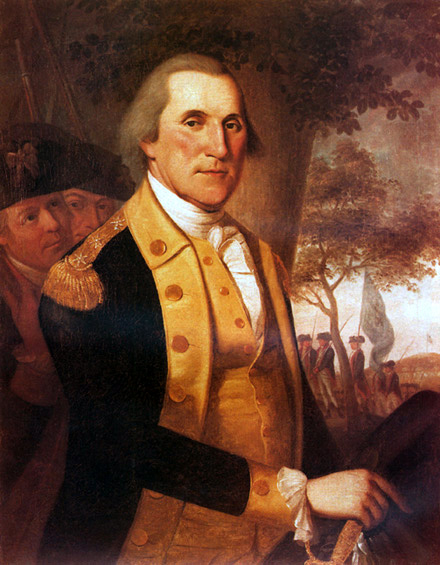
George Washington, huile sur toile de James Peale, ~ 1787-1790.

La cause des patriots est très mal engagée. Les soldats américains ont passé un hiver rigoureux et de nombreuses désertions ont été signalées. Finalement, Washington fait mouvement et se porte à la rencontre des troupes britanniques commandées par William Howe. Les deux armées se rencontrent à Scotch Plains, dans le New Jersey. La bataille de Short Hills est le baptême du feu de La Rouërie qui est placé avec ses troupes à la pointe de l'attaque. La bataille se termine par une défaite pour les Américains face aux Britanniques mieux entraînés et deux fois plus nombreux. Le corps d’Armand est décimé : 30 hommes sur 80 sont tués. Malgré tout, il parvient dans la déroute à sauver un canon, arme rare et précieuse pour les Américains. À la suite de cette bataille, le Colonel Armand gagne l'estime de ses compagnons d'armes et Washington le félicite pour son courage.
La Rouërie s'attache dès lors à réorganiser ses troupes qui ont été durement éprouvées. Il doit payer de sa poche pour rééquiper ses hommes. Il demande à recruter des volontaires parmi les déserteurs et les prisonniers britanniques. Le corps d'Armand, composé de fantassins et de dragons prend officiellement le nom de 1er bataillon de la légion de partisans. Malgré tout, ce corps a des difficultés à se procurer des chevaux. La Rouërie est persuadé que les armées américaines ont besoin d'une cavalerie puissante. Sur ce point, ses vues divergent de celles de Washington qui estime qu'elle n’est pas indispensable.

La Rouërie participe ensuite à quelques escarmouches. Les insurgents progressent vers le nord et l'issue de la campagne semble bien se présenter. Le 24 août, l'armée défile à Philadelphie. Les Anglais contre-attaquent, et le 11 septembre se livre la bataille de Brandywine. Dans son rapport La Rouërie écrit : 

« Nous avons eu plusieurs escarmouches dans la matinée avec l'ennemi, et, pour suivre les ordres, avons défendu aussi longtemps que notre petit nombre nous le permit le passage de la rivière, sur quoi nous avons assuré la protection de la batterie de l'aile droite, jusqu'à ce que nous soyons submergés par l'ennemi qui attaquait sur ce point. »

La défaite des patriots livre Philadelphie aux Britanniques. Washington tente de contre-attaquer, le 4 octobre il livre la bataille de Germantown à laquelle La Rouërie participe également. Une fois encore, la bataille se solde par une défaite pour les Insurgents. Les troupes américaines, dont le moral est au plus bas, battent en retraite sur Valley Forge pour passer l'hiver.

### L'hiver à Valley Forge

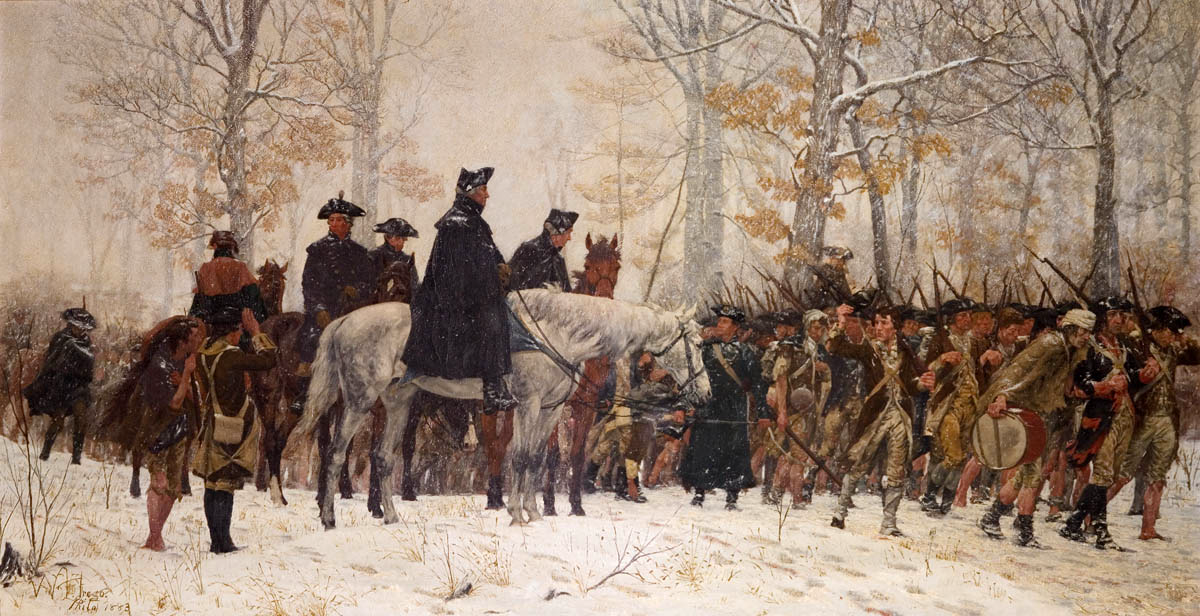
La marche vers Valley Forge, huile sur toile de William B. T. Trego, 1883.

Au nord, les belligérants restent plusieurs semaines sans combattre. Les conditions de vie des soldats américains sont très pénibles et certains meurent de faim ou de froid. Les patriots reprennent quelque espoir lorsqu'ils apprennent la victoire du général Horatio Gates à la bataille de Saratoga. Cette dernière devait convaincre Louis XVI à envoyer des troupes. À ce moment à Valley Forge, malgré quelques escarmouches, c’est l'inaction qui domine. Le 22 octobre, La Rouërie participe à la petite bataille de Red Bank.
Le 25 novembre, La Rouërie prend part à la petite bataille de Gloucester au côté de La Fayette, alors major-général, et chef de l'expédition. Les Américains attaquent un avant-poste de 350 Hessiens qu'ils mettent en déroute, les mercenaires allemands se replient jusqu'au camp principal anglais. La Rouërie a son cheval tué sous lui, les Hessiens perdent 60 hommes morts ou capturés, seul un milicien est tué. La Rouërie et La Fayette sont alors les deux seuls officiers français de haut rang dans l'armée américaine, La Fayette était arrivé en Amérique en juillet, peu de temps après La Rouërie, rapidement ils éprouvent de l'amitié et une estime mutuelle. La Fayette écrit à Fishkill, le 26 novembre 1777 :

« Je certifie que le colonel Armand, marquis de La Rouerie, était avec moi à l'affaire du 25 novembre 1777 dans le New Jersey, lorsqu'un corps de Hessois soutenu par quelques piquets des Anglais, sous le commandement du lieutenant général lord Cornwallis, furent défaits par un parti moins nombreux de rifleman et de milices. Je reconnais avec plaisir et gratitude les obligations que je dois au colonel Armand pour le zèle et la valeur qu'il a montrés dans cette occasion où il se trouvait le plus ancien officier après moi. Ma mission n'avait d'autre objet qu'une reconnaissance des dispositions de l'ennemi et je n'avais avec moi ni brigadier ni colonel continental, excepté le marquis de La Rouerie qui m'avait suivi. »

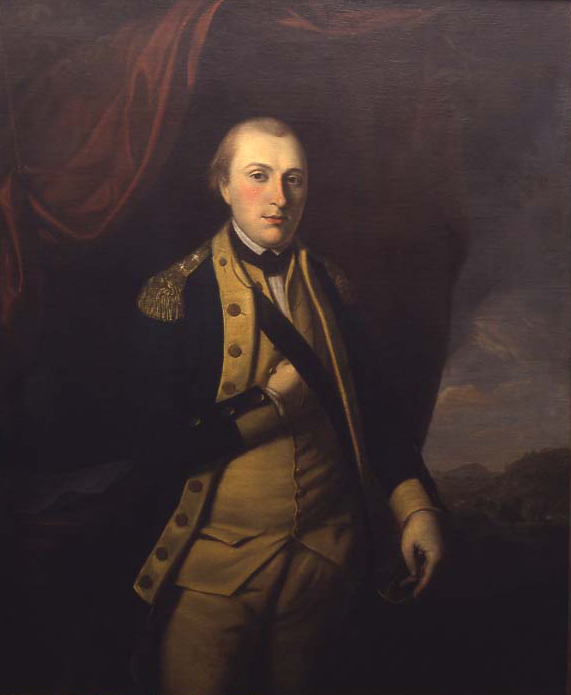
Gilbert du Motier de La Fayette, huile sur toile de Charles Willson Peale, ~ 1779-1780

Les 5 et 8 décembre voient se dérouler la bataille de White Marsh. La Rouërie, qui y combat sous les ordres du général Casimir Pulaski, écrit : 

« L'ennemi fit une tentative de débordement sur notre gauche. J'entamais l'action avec quelques cavaliers, quand le comte Pulawski survint et prit le commandement. »

 Les 9 500 hommes de Washington remportent la victoire sur les 14 000 hommes de William Howe et Charles Cornwallis. La succession des combats a décimé de nouveau la troupe d'Armand surtout chez les hommes à pied et La Rouërie passe l'hiver à Valley Forge à essayer de reconstituer sa troupe. À la suite de sa demande, il a l'autorisation de recruter des hommes parmi les déserteurs capturés. Il doit demander encore au Congrès de l'argent pour sa troupe. Un autre problème apparait : certains des soldats du colonel Armand sont arrêtés et accusés de vol et de pillage. Affecté, La Rouërie prend sur lui de payer les dédommagements et s'attache à renforcer la discipline.
Pour La Rouërie ce ne sont pas les seuls ennuis. Les notes du général Friedrich Wilhelm von Steuben, datée du 23 février 1778 en témoignent : 

« Il y a un marquis de La Rouerie, des Gardes-Françaises, ici colonel, qui n'a pas l'air très heureux et ne restera pas longtemps. »

 Cette période est marquée pour La Rouërie par un conflit qui l'oppose à l'un de ses officiers supérieurs, le général Stirling et à un autre officier, le général Thomas Conway. La Rouërie s'en plaint dans une lettre adressée à Washington : 

« Quelque brave homme qu'il soit, quelque téméraire qu'il se montre à vos yeux, il m'est impossible de gagner l'estime de Votre Excellence sous les ordres de lord Stirling. Non seulement, il n'a aucune gratitude pour la manière dont on combat pour sa gloire et le succès de vos armes, mais au contraire, il s'attache à abaisser ce qu'un homme a fait de bien et le mal qu'il a souffert. »

Il se plaint aussi des disputes entre les officiers de son corps et ceux du général Thomas Conway. D’ailleurs il accuse ce dernier d'avoir menacé de faire marcher l'un de ses régiments contre ses hommes, baïonnette au canon.

### La légion Armand
Au printemps 1778, La Rouërie obtient l'autorisation du Congrès de créer une légion de « Chasseurs libres et indépendants » forte de 452 hommes et 14 officiers, placée sous ses ordres et prise en charge financièrement par le Congrès. Dès le mois de mars, il recrute des volontaires parmi des prisonniers de guerre. Friedrich Adolf Riedesel, général du duché de Brunswick-Lunebourg allié de la Grande-Bretagne, écrit dans ses mémoires : 

« Cet aventurier français, nommé Armand, qui parlait assez l'allemand pour se faire comprendre. Loquace et frivole comme on l'était dans sa nation, il n'eut pas de mal à convaincre les candides et crédules Allemands du bonheur qu'ils éprouveraient à être volontaires sous ses ordres. »

Le corps d'Armand est composé de dragons à cheval et de fantassins légers, ceux-ci montaient en croupe des cavaliers lorsque la légion se déplaçait sur de longues distances. Malgré ses efforts pour recruter des volontaires, La Rouërie ne peut porter à ce moment qu'à 300 hommes le nombre de soldats de sa légion.
Parmi les officiers qui servent dans la légion Armand se trouvent : le lieutenant-colonel de Ternant, le major George Schaffner, le major de Laumagne, le chevalier Jean-Baptiste Georges de Fontevieux, Charles Merckle, le capitaine Claudius de Bert de Majan, le capitaine John Sharp, le capitaine Le Brun de Bellecour, le capitaine Mercley, le capitaine Bedkin, le chevalier de Vaudoré, le lieutenant Ducos, le lieutenant Sibert, et le lieutenant Segner.

### La campagne de New York

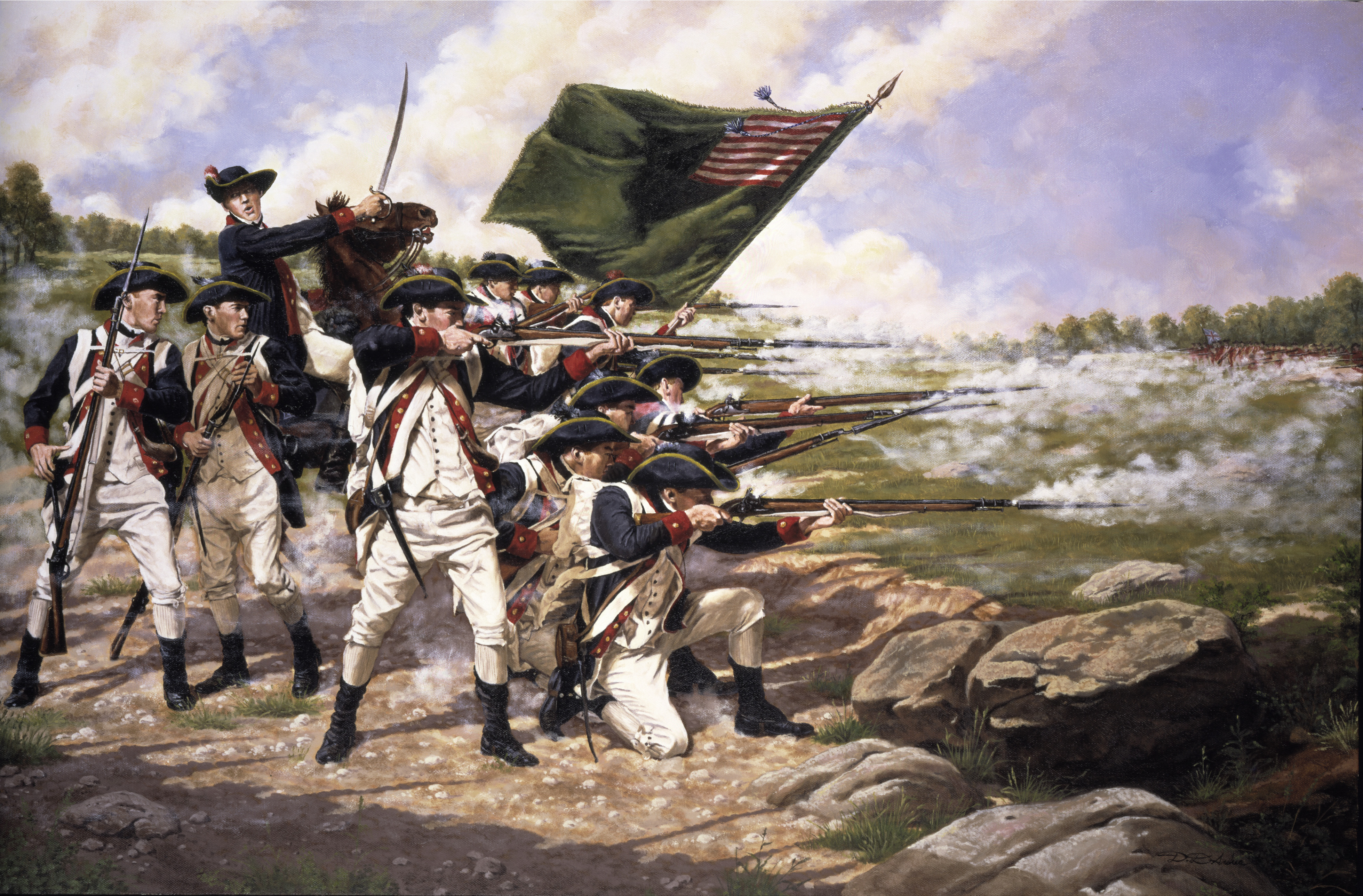
Soldats américains de l'armée continentale.
Peinture de Domenick D'Andrea, 2002.

Au mois d'août 1778, La Rouërie reçoit l'ordre de Washington de quitter Valley Forge pour se porter sur New York, afin de se mettre sous les ordres du général Charles Scott. L'armée anglaise se trouve alors sur l'île de Manhattan et occupe New York. Quant aux troupes américaines, elles se trouvent à l'ouest de la ville. Les deux armées n'engagent pas d'actions d'envergure mais le no man's land qui sépare les deux camps, ici appelé Neutral Ground, était le théâtre de nombreux raids et coups de main, où les habitants étaient à la merci des bandes armées. C'était toutefois le type de guerre que La Rouërie affectionnait.
En août 1779, Charles Scott est remplacé par le général Robert Howe. Il établit son quartier général à Ridgefield (Connecticut). Howe reçoit l'ordre de Washington de protéger autant que possible les habitants. La Rouërie est chargé de capturer le colonel John Graves Simcoe, commandant d'une troupe, les Queen's Rangers qui s'était signalée par de nombreux ravages. Après une longue chevauchée la légion Armand s’empare de Simcoe sur le fleuve Raritan, près de South Amboy, dans le New Jersey, au moment où celui-ci s'apprêtait à couler des navires américains.

Le 5 novembre 1778, le général Scott écrit : 

« Je certifie que le colonel Armand a servi, avec son corps, pendant plusieurs mois, et s'est conduit dans toutes les occasions comme un officier brave et prudent. Il ne m'a été porté aucune plainte de la part des habitants contre aucun homme de sa troupe pour quelque sujet que ce soit. »

### Le raid de Westchester

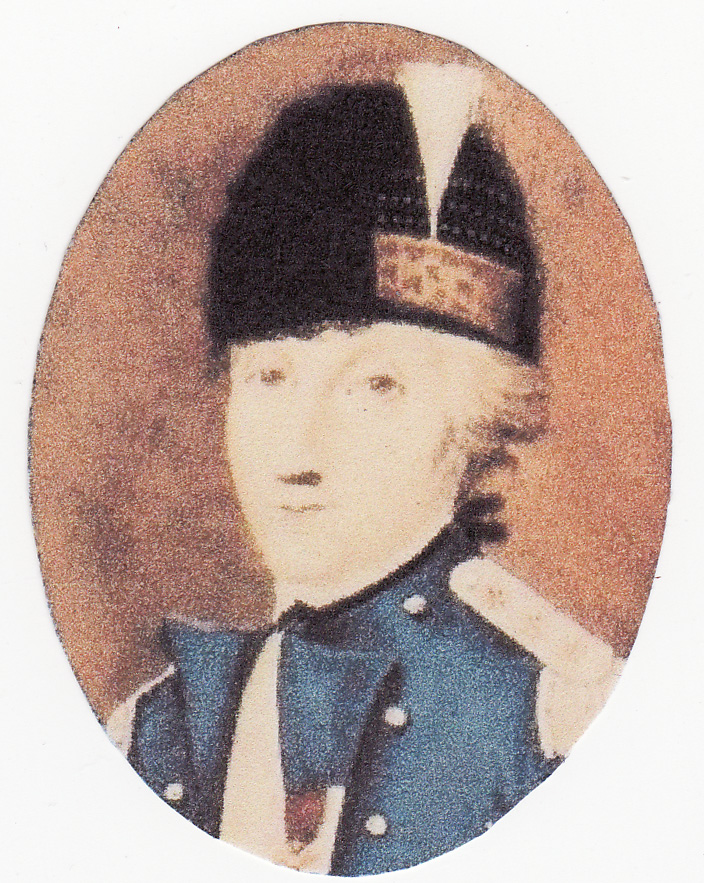
Le colonel Armand.

L'action la plus notable de La Rouërie lors de la campagne est ce qui fut appelé l'assaut de Westchester. La Rouërie se trouve avec sa légion à Tarrytown lorsqu'il apprend d'un informateur que Baremore est au repos dans une maison située à Morrisania à cinquante kilomètres de sa position. Le major Baremore était le chef d'un corps de partisans loyalistes, il avait acquis une réputation de brigand et était particulièrement craint par la population. Armand décide donc de le mettre hors d'état de nuire, et entame une longue chevauchée avec ses dragons. Le lendemain du départ, peu avant l'aurore, la légion Armand traverse les lignes britanniques. La Rouërie laisse le gros de sa troupe sur un pont afin d'assurer sa retraite, car un camp de 800 Hessiens se trouvait à trois kilomètres de ce pont. Puis, il parcourt 8 kilomètres en territoire anglais accompagné de seulement 22 dragons. Ils repèrent la maison de Baremore et la cernent. Pénétrant en trombe et sans coups de feu, ils surprennent Baremore en plein sommeil ainsi que cinq de ses hommes. La Rouërie et ses dragons font ensuite tout le chemin retour avec leurs prisonniers sans être accrochés par les troupes britanniques. De retour au camp Scott, ils sont accueillis triomphalement par les soldats américains.

L'affaire est rapportée à Washington, le général William Heath lui écrit : 

« Le 7 novembre 1779, de nuit, le colonel Armand est allé avec son corps de Tarrytown jusqu'aux environs de Morrisania, avec pour objectif la maison d'Alderman Leggett, où il surprit et captura le major Baremore et fit cinq autres prisonniers. Le secret, la précaution, la bravoure et la discipline montrés par le colonel et son corps à cette occasion leur font le plus grand honneur. Grâce à la capture du major Baremore, les habitants de la campagne environnante ont été débarrassés des fréquentes incursions d'un dangereux officier. »

Pour récompenser ses hommes de leur action et de leur discipline, ceux-ci n'ayant pas pillé la maison dans laquelle se trouvait Baremore, La Rouërie leur distribue 400 dollars.
Le 2 décembre, il récidive, au cours d'un nouvel assaut à Morrisania, il capture le capitaine Cruzer, un lieutenant de Baremore et deux autres soldats.

### La campagne du sud
La Rouërie se doute que les actions de guérilla à New York ne sont pas les meilleurs moyens d’obtenir de l'avancement. Depuis longtemps Armand souhaitait se voir accorder le grade de général, il en avait fait la demande à Washington à plusieurs reprises. 

« Si je devais rester dans l'armée ici, je me verrais obligé d'abandonner mes prétentions au rang de brigadier général, car je mesure qu'elles ne viendraient pas à propos et qu'elles seraient peut-être injurieuses pour des officiers dont les services équivalent aux miens ou les surpassent, en exploits ou en ancienneté. Je me soumettrais volontiers au principe qu'une juste discipline et le respect de l'ancienneté des autres me prescrivent en cette matière. »

Aussi La Rouërie fait savoir à Washington qu'il accepterait volontiers de servir sur un autre front : 

« Je consentirais si Votre Excellence m'en laissait le choix, à être incorporé dans l'armée du Sud, où il y a moins de généraux et de seniors colonels qu'ici ; et où aussi la mort du comte Pulaski me laisse plus qualifié que d'autres à prendre une place vacante, en considération du nombre d'Allemands et de Français là-bas, officiers comme soldats. »

Ces demandes sont prises en compte. Les troupes américaines de l'armée du Sud ont subi plusieurs défaites et sont particulièrement en manque de cavalerie. Washington décide donc de renforcer l'armée du Sud avec les régiments du Delaware et du Maryland, ainsi qu'avec la légion Armand.
Le général Casimir Pulaski a été tué le 11 octobre 1779 au siège de Savannah. Le Congrès décide donc, le 25 février 1780, d'incorporer ce qui reste de la légion Pulaski à la légion Armand. Au mois de mai 1780, La Rouërie prend la route du sud, avant de rejoindre l'armée il fait étape à Wilmington, en Caroline du Nord, où se trouvent les soldats de Pulaski chargés de renforcer sa légion.

### La bataille de Camden

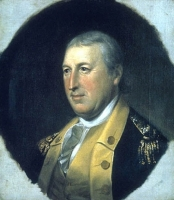
Horatio Gates.
Peinture de Charles Willson Peale, fin du XVIIIe siècle.

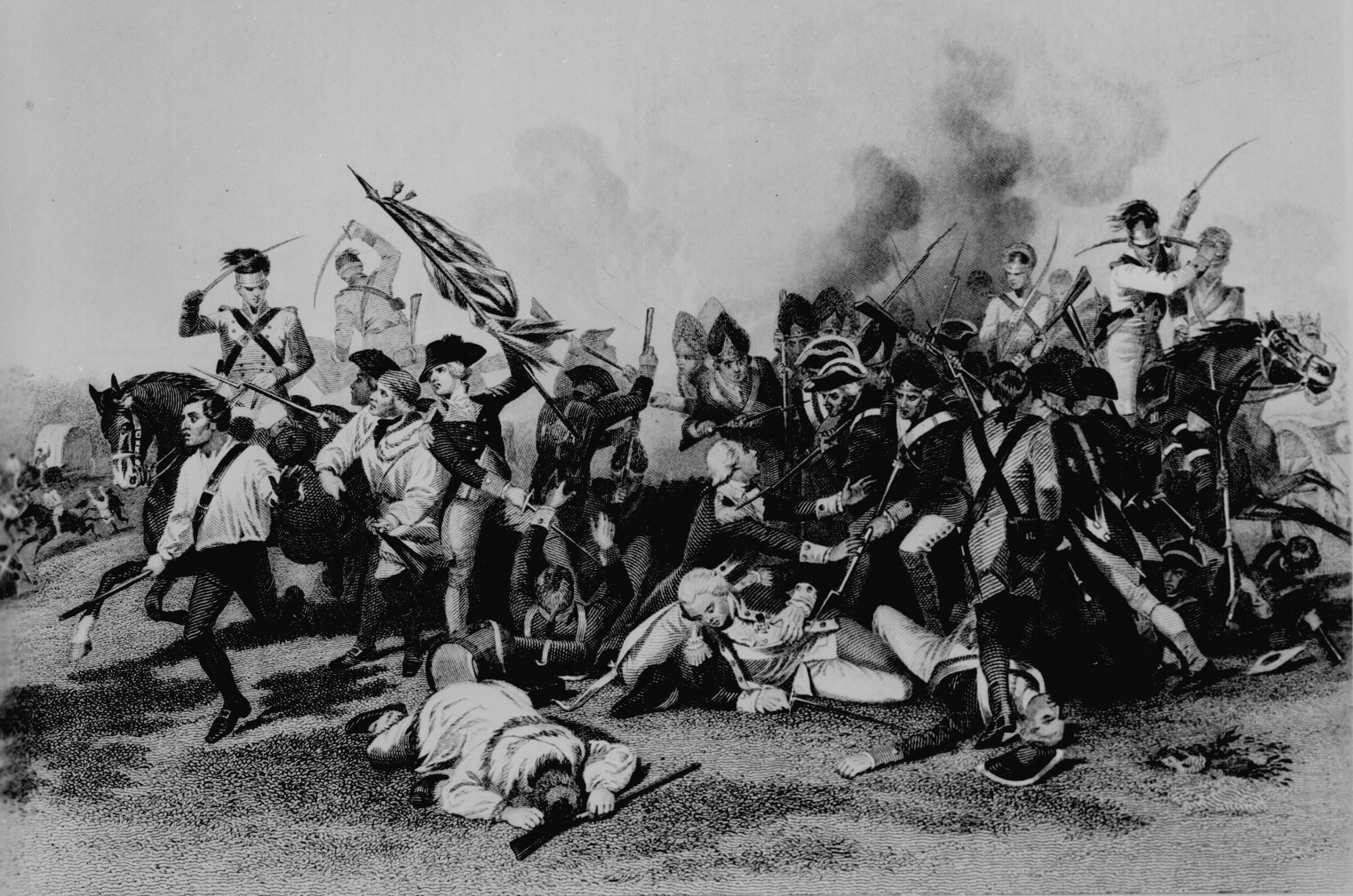
La bataille de Camden
Gravure après une peinture d'Alonzo Chappel.

Le 25 juillet 1780, l'armée du sud, alors en très mauvais état, réunie par le général Johann de Kalb en Caroline du Nord en vue de la prochaine offensive, passe sous les ordres du général Gates. Forte de 3 700 hommes, elle se met en marche vers le sud, mais elle souffre de problèmes de ravitaillements et de la faim. Quant à La Rouërie, il a une dispute avec le général Gates, n’ayant pas apprécié que ce dernier ait utilisé les chevaux de ses dragons pour déplacer les pièces d'artillerie. L'armée britannique se trouvait à Camden en Caroline du Sud, elle était sous les ordres du général Charles Cornwallis.

Le 15 août, les Américains sont en vue de Camden. Gates convoque son état-major pour faire part à ses officiers du plan de bataille. L'offensive est prévue pour la nuit. Les dragons de La Rouërie sont placés en première ligne, flanqués de deux colonnes d'infanterie. Les ordres de Gates sont les suivants : 

« En cas d'attaque frontale de la cavalerie ennemie, l'infanterie de chaque flanc montera instantanément en ligne, ouvrira le feu et maintiendra le plus vif tir de harcèlement contre les cavaliers ennemis ; ceci permettra au colonel Armand non seulement de résister à la charge ennemie, mais de la mettre en déroute. Le colonel appliquera par conséquent à la lettre ces ordres de contenir l'attaque de l'ennemi, quel que soit le nombre. »

Ce plan est cependant loin de faire l'unanimité auprès des officiers, plus tard le colonel Otho Holland Williams racontait : 

« Même ceux qui n'avaient pas ouvert la bouche pendant le conseil de guerre se plaignirent de ne pas avoir été consultés ; qu'on s'était contenté de lire les ordres ; que toute opinion semblait refusée d'avance par la manière positive et indiscutable dont ils étaient exprimés. D'autres étaient abasourdis qu'on put concevoir qu'une armée, composée au deux tiers de milices n'ayant jamais été entraînées ensemble, put se former en colonnes et manœuvrer en pleine nuit devant l'ennemi. Mais, de tous les officiers, c'est le colonel Armand qui protesta le plus vigoureusement. Il semblait penser que les ordres positifs le concernant mettaient en doute son courage, que la cavalerie n'avait jamais été placée en première ligne de bataille dans l'obscurité complète, et que ce dispositif provenait d'une rancune personnelle du général. »

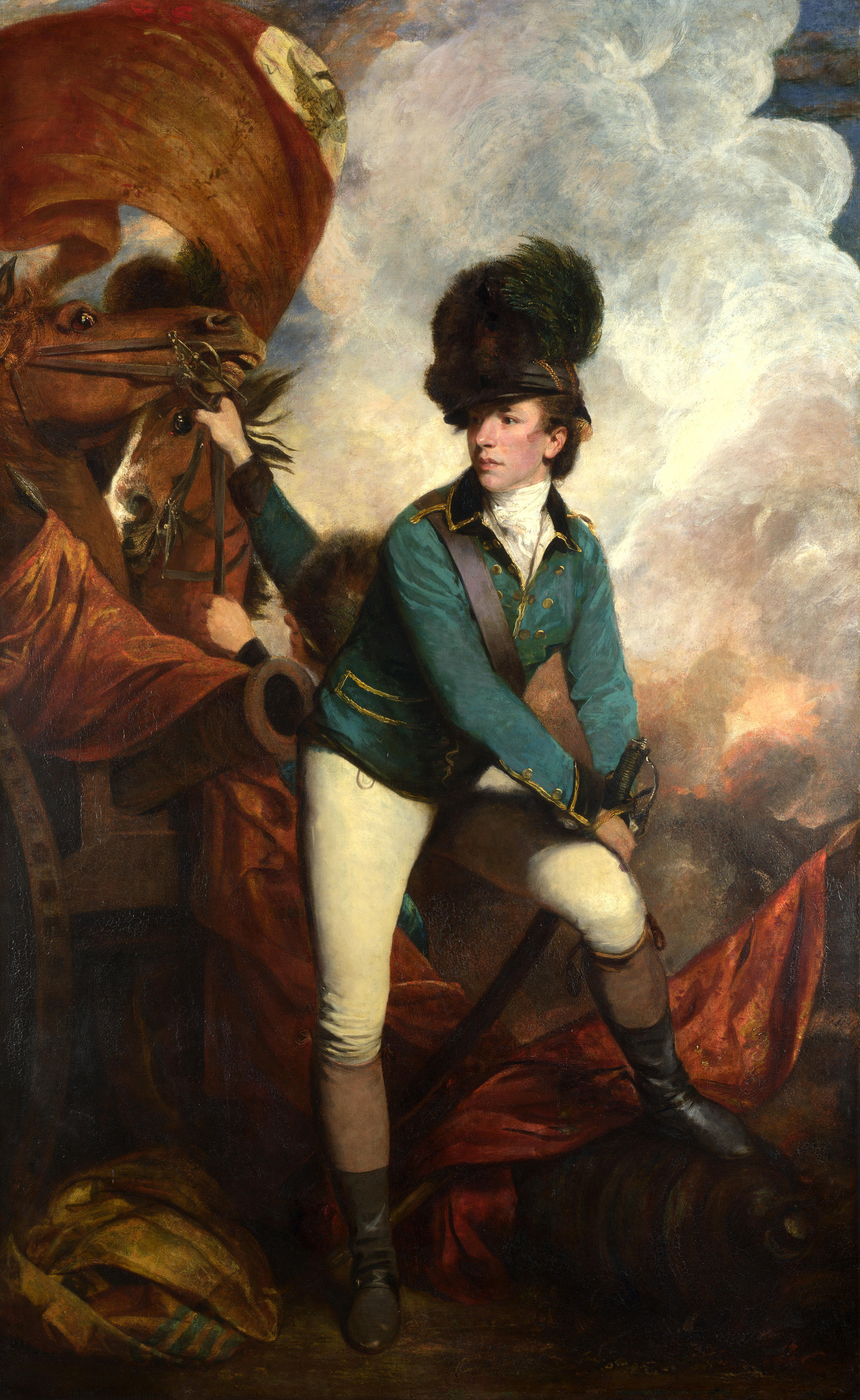
Le colonel Banastre Tarleton, huile sur toile de Joshua Reynolds, 1782.

Mais le plan reste inchangé et à 22 heures, les colonnes se mettent en mouvement. D’après le rapport du colonel milicien Thomas Sumter envoyé en mai à Gates, les forces de Cornwallis sont dispersées et seulement 700 hommes se trouvent à Camden. Les colonnes progressent sur une route bordée de pins, La Rouërie est au centre avec la cavalerie, l'infanterie est sous les ordres du colonel Porterfield et du major Armstrong, respectivement postés sur les flancs gauche et droit. Mais à deux heures du matin, les troupes américaines tombent nez à nez avec les dragons anglais commandés par le colonel Banastre Tarleton, que les Américains surnommaient Le Boucher. La bataille s'engage, elle est d'abord à l'avantage des Insurgents, mais les dragons anglais, bientôt soutenus par les fusiliers renversent le cours du combat et forcent les Américains à battre en retraite.
L'attaque surprise de nuit a échoué. De plus, le rapport était erroné, Cornwallis n'a pas 700 hommes à Camden, mais 2 200. Cependant la supériorité numérique reste à l'avantage des Américains, aussi le lendemain Gates choisit de lancer une nouvelle attaque. Cette fois-ci La Rouërie est placé en réserve avec ses hommes. Les fantassins américains avancent en ligne, mais s'ils ont l'avantage du nombre la plupart sont des miliciens et les privations les ont affaiblis, les troupes britanniques en revanche sont bien ravitaillées et constituées de soldats de métier. Aussi à la vue des fusiliers anglais chargeant à la baïonnette, les Américains paniquent et prennent la fuite. Les dragons de Tarleton entrent de nouveau en action et mettent les fuyards en déroute. La Rouërie contre-attaque alors avec ce qu'il reste de ses propres dragons, cela force la cavalerie anglaise à se regrouper et à permettre à davantage de fuyards de s'échapper. Tarleton écrit lui-même dans son rapport que les troupes d'Armand « avec une belle contenance bloquaient la route pour rallier les fugitifs ».
La bataille de Camden est un désastre pour les Insurgents, le général Gates lui-même prend la fuite lors de la bataille et galope sur plusieurs miles, certains récits l'accuseront d’avoir paniqué. Du côté américain les pertes sont extrêmement lourdes : 250 hommes tués, contre 64 pour les Anglais, plus les blessés, les prisonniers, les déserteurs ou les soldats égarés. À Hillsborough, en Caroline du Nord, où l'armée se regroupe seuls 700 hommes sur les 3 700 du départ sont présents. Le général Johann de Kalb a été tué au cours de la bataille. Quant à la légion Armand, elle est également décimée. Parmi les pertes, les officiers Bert de Majan, Vaudoré et Lefebvre, le domestique de La Rouërie, ont tous les trois été faits prisonniers, ils ne seront libérés qu'à la fin de la guerre.

### Difficultés de la légion
Après la bataille de Camden, on crut un moment que La Rouërie, lui-même avait été tué lors de la bataille. Cette rumeur lancée par le général Gates, persuadé à tort que le colonel Armand était mort dans la déroute, gagne même la France où la mère de La Rouërie écrit à Benjamin Franklin lui suppliant de lui donner des nouvelles de son fils.

Une autre rumeur, plus grave encore, affaiblit un temps la réputation du colonel Armand. Lancée par quelques officiers, peut-être à la recherche de boucs émissaires, elle est répercutée par les déclarations du colonel Henry Lee qui accuse la légion Armand de s'être enfuie au combat provoquant le désordre dans les rangs. Et bien que d'autres témoignages, tels ceux des officiers Stutesman, Ward et Williams, démentent cette version, la rumeur dure un temps. Face à ses détracteurs, La Rouërie se contente d'écrire à Washington le 7 octobre 1780 : 

« Monsieur, dans l'affaire de Camden où nous perdîmes toute notre intendance, l'ennemi s'est emparé de ce qui pour moi était le plus important de ma fortune : les lettres et les certificats que Votre Excellence a bien voulu me donner pour récompenser mes services et ma conduite. Puis-je espérer que la bienveillance de Votre Excellence l'inclinera à réparer cette perte par un nouveau témoignage de son estime. Je souhaite plus que jamais avoir l'occasion de la mériter. »

Rapidement Washington met fin à ces intrigues en confirmant qu'il garde toute confiance en La Rouërie. Confiant aussi bien dans les capacités du colonel Armand que dans celle de Henry Lee, il tient à mettre fin à toute discorde entre les deux officiers. Dans une lettre au Congrès le 11 octobre, Washington écrit à leur propos : 

« Quant aux deux officiers que j'ai recommandés ils ont les meilleurs titres à l'attention du public. Le colonel Armand est un officier de grand mérite, ce qui, ajouté à sa qualité d'étranger, à son rang dans la vie, et aux sacrifices financiers qu'il a consentis, fait un point d'honneur et de justice de continuer à lui accorder les moyens de servir honorablement. »

Malgré tout, La Rouërie n’est pas au bout de ses problèmes. La légion Armand est en très mauvais état et complètement désorganisée. Le général Nathanael Greene, remplaçant du général Gates à la tête de l'armée du Sud, écrit que les troupes de la légion sont « dépourvues du minimum nécessaire à leur commodité et à leur confort. On peut dire qu'elles sont littéralement nues. » Début octobre, la légion part camper dans le Comté de Warren. Pour réorganiser sa troupe La Rouërie se rend à Philadelphie, qui depuis était repassée aux mains des Insurgents, afin de s'adresser au Congrès et à Washington. Il laisse le commandement de sa légion au Vicomte de Laumagne. Mais l'affaire traîne, car peu de temps après son arrivée à Philadelphie, La Rouërie tombe assez gravement malade ce qui l'empêche de présenter ses demandes au Congrès. Après sa guérison au bout d'un mois, il peut adresser une pétition au Congrès. Celui-ci autorise le bureau de la Guerre à approuver la fourniture complète et régulière d'uniformes, d'armes et d'équipement pour les soldats de légion, mais cette décision devait se révéler sans suite, les États-Unis manquaient d'argent.

En cette fin d'année 1780, la cause des Patriots traverse sa plus mauvaise période, l'historien Thomas Fleming (en) écrit : 

« Jamais, même au plus profond de l'hiver noir de 1776, où l'enfantement douloureux de l'année suivante à Valley Forge, l'esprit révolutionnaire de l'Amérique n'était tombé aussi bas. Le peuple était las de la guerre. Le congrès continental était en faillite. Pendant un an et demi, les troupes anglaises avaient ravagé le Sud, soumettant si complètement la Géorgie qu'elle avait à nouveau un gouverneur royal, et détruisant deux armées américaines et leurs douze mille hommes. »

Le temps presse, La Rouërie écrit à propos de sa légion que : 

« … le désordre y règne. La plupart des officiers pensent plutôt à quitter le service qu'à poursuivre dans le Sud. Les hommes désertent. Si la légion reste où elle est, je ne retrouverai pas un soldat et peut-être un officier à mon retour. »

La Rouërie ne peut plus subvenir seul aux besoins de sa légion, aussi, le 11 janvier 1781, il écrit à Washington : 

« Je ne vois pas comment je pourrais correctement mettre ce corps sur pied. […] Le Bureau de la guerre me dit qu'ils n'ont ni vêtements, ni armes, ni chevaux et qu'ils n'envisagent pas de trouver l'argent pour les acheter. […] J'ai l'intention de m'embarquer pour la France, et d'en rapporter les équipements et les vêtements qui sont nécessaires à la légion. Je me propose d'en avancer la somme. […] J'aurais pu mettre un terme à tous mes ennuis en démissionnant tout de suite, mais étant résolu à rester sous vos ordres, et simultanément à être à même de voir augmenter chez vous l'estime que Votre Excellence a eu la bienveillance de m'assurer… je propose de partir pour la France avec le colonel Laurens. »

Le lieutenant-colonel de Ternant est placé à la tête de la légion le temps de l'absence du colonel. La Rouërie s'embarque pour la France lors du mois de février 1781, il fait le voyage avec le colonel John Laurens chargé de négocier une aide financière auprès du roi Louis XVI.

### Voyage en France

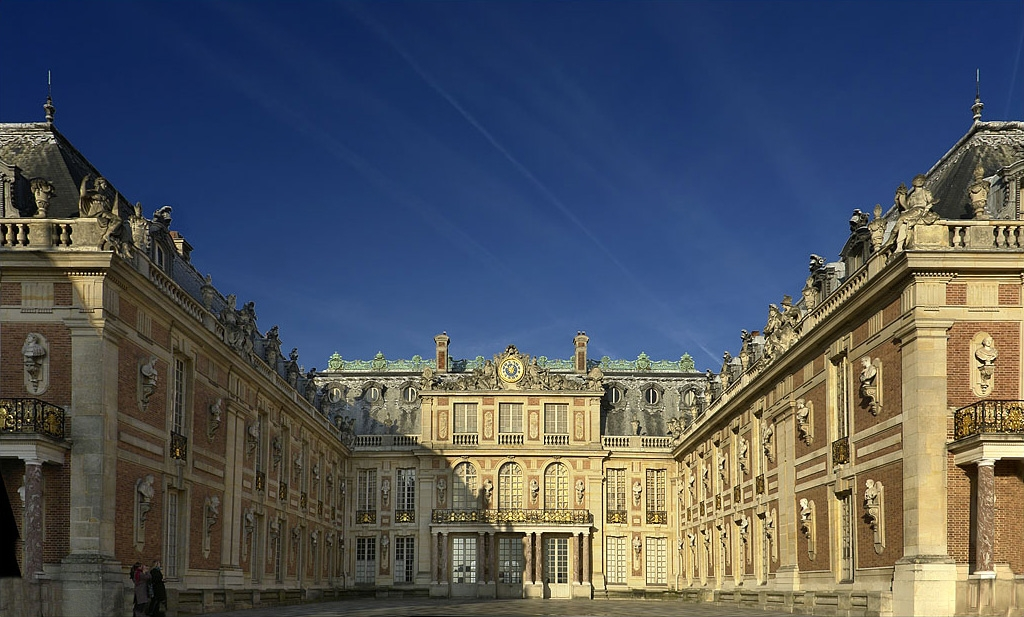
Versailles

À la suite d'un voyage sans imprévus, le marquis de La Rouërie arrive à Versailles en avril 1781. Souhaitant faire oublier aux yeux du Roi et de la Cour son passé orageux dans les Gardes-Françaises, il avait demandé et obtenu de Washington un certificat de ses états de services.
Ce certificat se révèle d'une grande utilité à La Rouërie, ses services en Amérique sont comptés comme s'ils avaient été au service de la France bien qu'il ne fût resté que sous-lieutenant dans l'armée française, mais surtout le roi le fait chevalier de l'ordre royal et militaire de Saint-Louis.
La Rouërie propose au ministère de la Guerre la formation d'une légion française au sein de l'armée américaine dont il aurait le commandement. Le titre du mémoire s’intitule Moyen dont il serait possible de former un corps des Français qui sont ici et qui perdus pour la France s'ils n'en sont pas tirés d'une manière qui les rassemble tous. Il propose de rassembler les Français servant dans des régiments américains, ainsi que les déserteurs de l'armée royale qui auraient obligation de s'y enrôler sous peine d'être renvoyés à leur régiment d'origine. La Rouërie prévoit également que 200 dragons et fantassins américains soient, avec l'accord du Congrès, intégrés à cette légion. Il demande également pour adjoint le chevalier de Gimat, ancien aide de camp de La Fayette.
Au sein du ministère, ce projet a ses partisans et ses opposants. Il reçoit le soutien du maréchal de France Louis Antoine de Gontaut-Biron. Celui-ci écrit en sa faveur au ministre de la guerre, le prince Alexandre de Saint-Mauris de Montbarrey.
Cependant le ministère de la Guerre donne une réponse négative à la demande du marquis de La Rouërie.
Mais le but principal de La Rouërie est de se procurer l'équipement nécessaire pour réarmer sa légion. Pour cela, il doit s'endetter et mettre ses terres en gage.

« Je songeai plus à remplir ma mission qu'à l'intérêt de mon ambition. Craignant que le gouvernement ne se décidât pas ou mît beaucoup de lenteur à se décider à fournir les objets que j'étais venu chercher, j'empruntai en mon nom cinquante mille francs à cinq pour cent d'intérêt. »

La Rouërie fait ainsi l'acquisition de 100 selles en cuir, 150 sabres de hussards, 160 paires de pistolets, 975 chemises, 160 couvertures, 150 paires de bottes avec éperons, 320 casques de cuivre, dont la moitié avec plumets, 4 trompettes et 4 shakos, et pour 300 guinées de commodités diverses.
Après un passage à Fougères et à Saint-Ouen-la-Rouërie où il rend visite à sa famille, La Rouërie s'embarque avec sa cargaison à Brest, vers la fin du mois de juin 1781, à bord d'un des deux navires français qui forment un convoi d'armes pour les Américains, escortés par La Magicienne, une frégate de la marine royale. Pendant le voyage, un des navires de transport démâte lors d'une tempête et doit aller se faire réparer en Espagne. L'autre navire, transportant La Rouërie et sa cargaison arrive à Boston le 15 août. La Rouërie regagne ainsi l'Amérique après six mois d'absence.

### La bataille de Yorktown

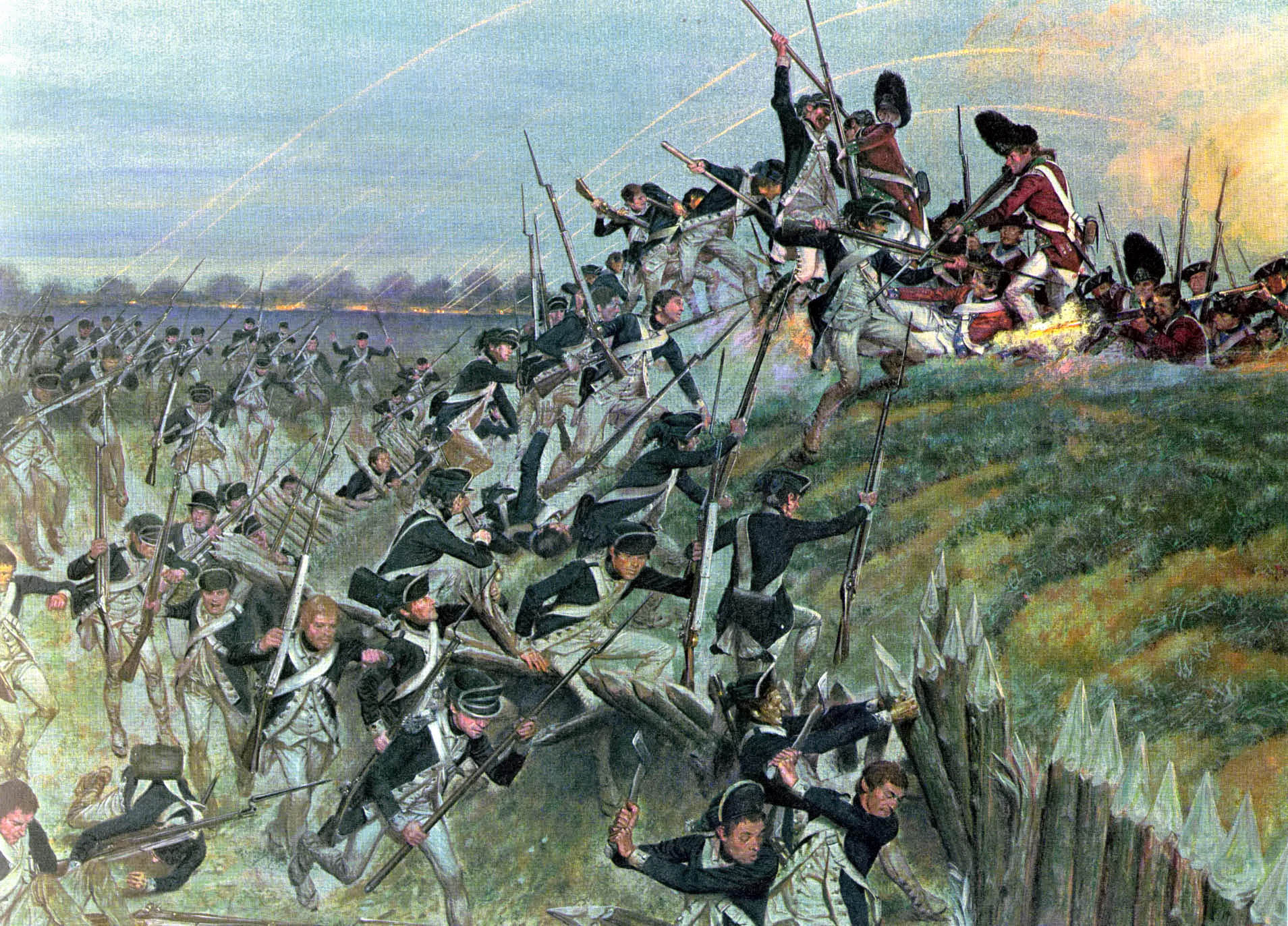
Prise des redoutes à la bataille de Yorktown.

Le 28 septembre, le Congrès donne l'ordre de faire le nécessaire pour que la Légion Armand soit reconstituée. Cependant lorsque La Rouërie rejoint sa légion, il ne peut que constater qu'elle a été « réduite à peu de chose ». Les Américains manquaient de cavalerie, aussi les dragons de la légion Armand ont été constamment sollicités, notamment par le général von Steuben. Intégrés dans la division de La Fayette, ils ont livré de nombreux combats, notamment la bataille de Greenspring Farm et la bataille de Guilford Court House. Les pertes ont été lourdes, le lieutenant-colonel de Ternant, ainsi que plusieurs autres soldats et officiers ont été faits prisonniers par les Britanniques, sans compter les morts, les blessés graves, les malades ou les hommes dont la durée d'engagement a pris fin. Les effectifs, forts de 200 dragons un an plus tôt, sont passés à 58 hommes.
Malgré tout, grâce à l'intervention du royaume de France et du royaume d'Espagne, l'issue de la guerre semble tourner à l'avantage des Insurgents. En Virginie, Charles Cornwallis doit s'enfermer à Yorktown avec son armée.
Alors que les troupes françaises et américaines, dirigées par Washington, Rochambeau et La Fayette, marchent sur Yorktown, La Rouërie se trouve à Philadelphie, où il essaye de recruter de nouvelles troupes. Les vétérans de sa légion combattent toujours au sein de la division La Fayette. Mais le fait d'être écarté des opérations devient insupportable pour La Rouërie qui décide de rejoindre l'armée. Après deux semaines de voyage, il rejoint le camp franco-américain près de Yorktown, peu de jours avant le début du siège de cette ville.

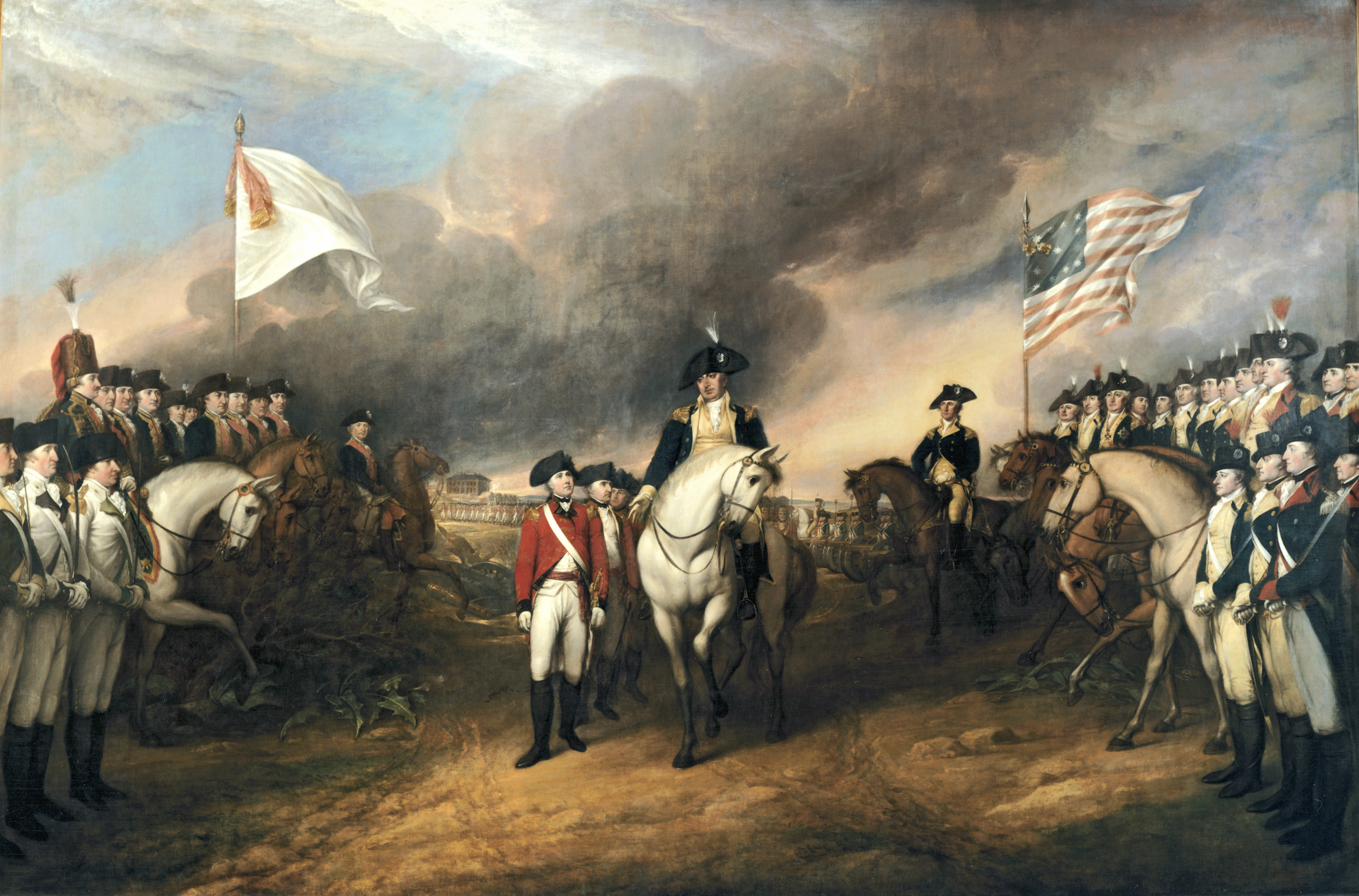
Capitulation des Britanniques à la bataille de Yorktown.
Peinture de John Trumbull, 1817.

Lorsque La Rouërie retrouve sa légion, il se rend compte que beaucoup de ses hommes ne sont plus en état de combattre, la plupart sont malades, l’un d’entre eux est même mourant. Le 14 octobre, La Rouërie se présente à Washington, il est conscient que ce dernier a d'autres affaires plus urgentes que la refonte de sa légion, mais il lui fait savoir qu'il souhaite donner sa contribution au siège, même avec le peu d'hommes qu'il lui reste, afin de donner une « nouvelle preuve de son dévouement ».
Pour prendre Yorktown, les Français et les Américains doivent d'abord prendre les deux redoutes qui sont les principaux éléments défensifs de la ville. Il faut toutefois que les deux soient prises lors de la même offensive, sinon les Anglais n'auront aucun mal à reprendre l'autre. Il est décidé que les Français et les Américains attaqueront chacun une redoute. Du côté français l'attaque est dirigée par Antoine Charles du Houx de Vioménil, mais les troupes qui composaient le fer de lance de l'attaque sont commandées par le lieutenant-colonel Guillaume de Deux-Ponts, secondé par le baron de l'Estrade. Pour la seconde redoute, située à gauche, c'était le marquis de La Fayette qui dirige l'attaque pour les Américains, le commandement de l'offensive est échu au colonel Alexander Hamilton, secondé par le colonel de Gimat, l'ancien aide de camp de La Fayette, et le colonel John Laurens. L'attaque est prévue pour 11 heures du soir.
Dans l'après-midi, quelques heures avant l'attaque, le colonel La Rouërie va trouver le général Washington et lui demande la permission et l'honneur de participer à titre individuel à l'assaut des redoutes, sans exercer de commandement et accompagné de seulement quelques-uns de ses officiers. Washington lui donne son accord.
L'attaque, de nuit, est couronnée de succès, les Américains s'emparent de leur redoute plus rapidement encore que les Français. Lors du combat, La Rouërie est parmi les premiers à pénétrer dans la redoute américaine.

Le colonel Alexander Hamilton écrit après la bataille : 

« Qu'on me permette la satisfaction d'exprimer les obligations que nous avons au colonel Armand, au capitaine Legouge, au chevalier de Fontevieux et au capitaine Bedkin, officier de son corps, qui, combattant à cette occasion comme volontaires, ont marché à la tête de la colonne de droite et, entrant parmi les premiers dans la redoute, ont contribué par l'exemple de leur vaillance au succès de l'entreprise. »

Trois jours plus tard, le 17 octobre 1781, le général Charles Cornwallis capitule.
La victoire franco-américaine à Yorktown est décisive. Lorsque la nouvelle arrive à Londres, le gouvernement dirigé par les Tories chute et le Parti whig arrive au pouvoir. Celui-ci, plus libéral était favorable à la paix avec les Américains.

### Cantonnements à Charlottesville et York

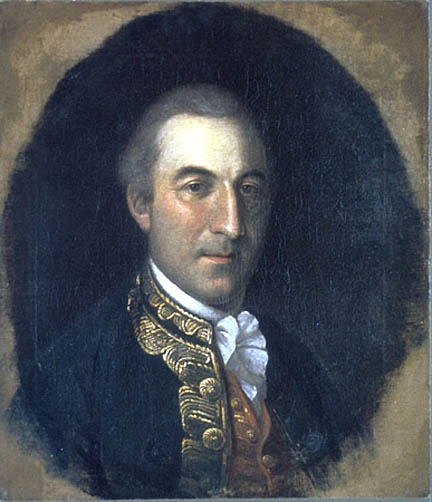
François Jean de Chastellux.
Peinture de Charles Willson Peale, fin du XVIIIe siècle.

La victoire de Yorktown ne met pas fin immédiatement à la guerre mais les affrontements se raréfient et se limitent à quelques escarmouches. La Rouërie s'emploie alors à reconstituer sa légion. Washington, pour le récompenser de sa conduite à Yorktown, l'autorise à recruter cinquante soldats américains de son choix pour renforcer sa troupe. La légion Armand prend ses quartiers à Charlottesville et y reste six mois, aussi La Rouërie s'attèle principalement à des tâches d'intendance. Surtout, il cherche à se procurer de l'argent pour le recrutement, à demander des chevaux, une soixantaine étant morts de maladie, et à essayer d'obtenir la libération de prisonniers de son corps aux mains des Britanniques.

« Six de mes officiers sont prisonniers. J'ai demandé à l'amiral de Grasse, qui détient les prisonniers ennemis, de faire un échange. Il me dit qu'il est bien d'accord mais qu'il ne peut le faire sans le vôtre et celui du comte de Rochambeau. »

Finalement, à la suite d'un échange de prisonniers, La Rouërie peut récupérer le lieutenant-colonel de Ternant et les capitaines Le Brun de Bellecour et Bert de Majan. Il ne peut toutefois recevoir de chevaux, ses vues concernant l'utilité de la cavalerie différaient toujours de celles de Washington qui la considérait comme secondaire. Washington songe un moment envoyer la légion Armand au sud, mais il se heurte encore à l'opposition de son colonel, La Rouërie estime qu'elle n’est pas encore suffisamment équipée. Finalement, comme les troupes anglaises se décident à réembarquer pour la Grande-Bretagne, le colonel Armand obtient de rester à Charlottesville. Le temps passant, La Rouërie finit par reconstituer sa légion au bout de quelques mois.
Durant cette période, La Rouërie fréquente le marquis François Jean de Chastellux et Thomas Jefferson, ce dernier l'invite d'ailleurs chez lui à Monticello.
François Jean de Chastellux écrit ainsi dans les notes de ses voyages :

« Le seul étranger qui nous visita pendant notre séjour à Monticello fut le colonel Armand. [...] On sait qu'il passa en France l'année dernière avec le colonel Laurens ; il en est revenu assez tôt pour se trouver au siège de Yorktown, où il a marché comme volontaire à l'attaque des redoutes. L'objet de son voyage était d'acheter en France un habillement et un équipement complet pour une légion, qu'il avait déjà commandée mais qui avait été détruite dans les campagnes du Sud, et qu'il fallait former de nouveau. Il en a fait l'avance au Congrès, qui s'est engagé à fournir les hommes et les chevaux. Charlottesville, petite ville naissante, située dans une vallée à deux lieues de Monticello, est le quartier qu'on a assigné pour l'assemblement de cette légion »

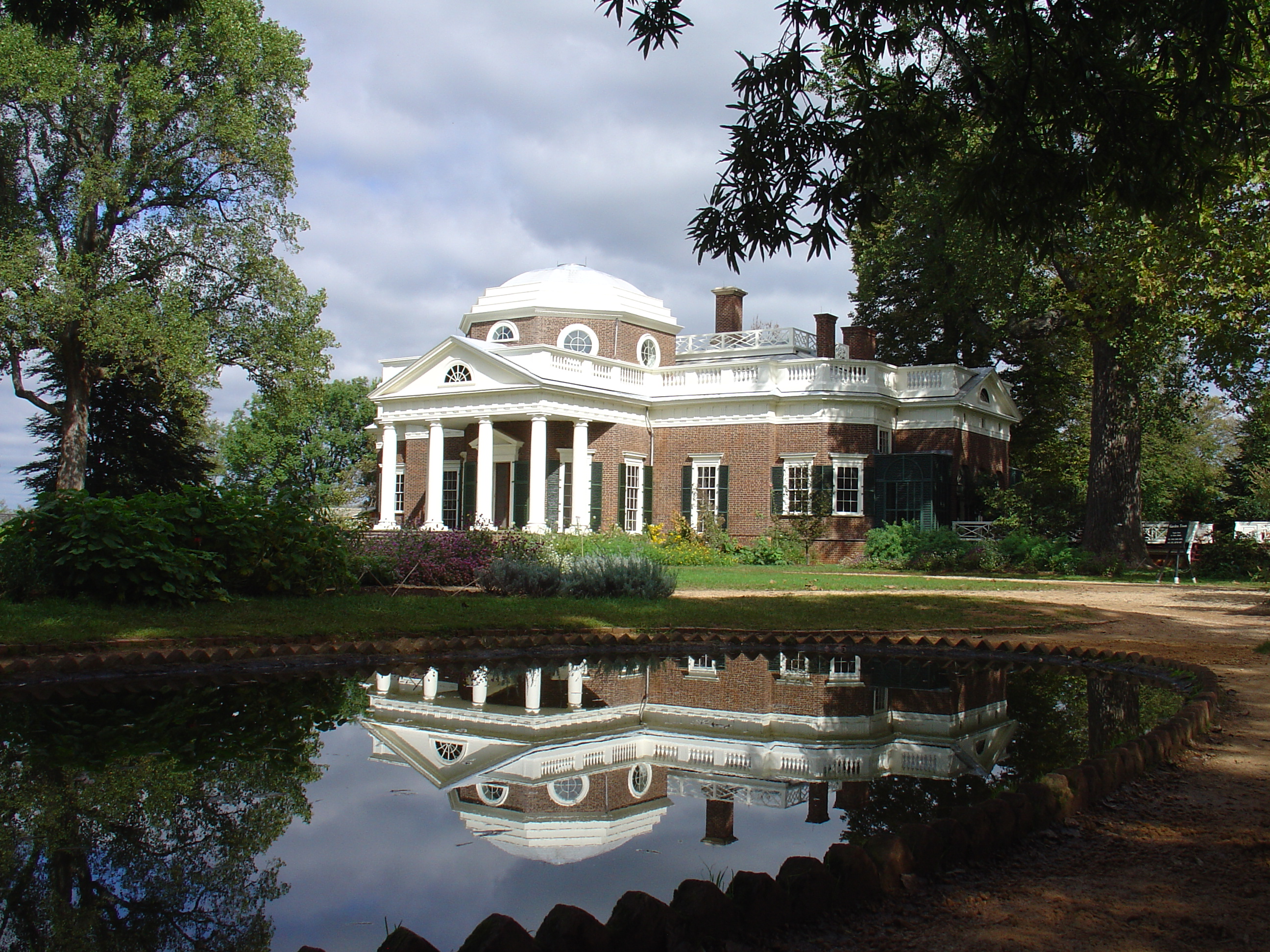
Monticello, demeure de Thomas Jefferson.

La Rouërie invite à son tour Jefferson et Chastellux à Charlottesville, celui-ci note :

« Je m'y rendis avec M. Jefferson et je trouvai la légion sous les armes. Elle doit être composée de deux cents chevaux et de cent cinquante hommes d'infanterie. La cavalerie était presque complète et assez bien montée ; l'infanterie était encore très faible, mais le tout était bien habillé, bien armé, et avait très bon air. Je dînais chez le colonel Armand avec tous les officiers de son régiment et avec son loup ; car il s'est amusé à élever un loup qui a maintenant dix mois, et qui est aussi familier, aussi doux et aussi gai qu'un jeune chien ; il ne quitte pas son maître, et il a même le privilège de partager son lit »

Cependant en juin 1782, La Rouërie quitte la Virginie, après six mois à Charlottesville. Il reçoit l'ordre de s'établir avec sa troupe à York, en Pennsylvanie. Le quotidien n’est pas aussi tranquille qu'à Charlottesville, le docteur John Gottlieb Morris, chirurgien de la légion Armand, écrit ainsi dans son journal :

« 9 octobre. Nous arrivons à Winchester. Les habitants ne nous aiment pas. Le capitaine Bedkin se bagarre avec quelques-uns d'entre eux à la taverne.
28 octobre. Nous offrons un bal aux habitants pour les inciter à nous procurer nos quartiers d'hiver. Ils refusent. Des tracas s'ensuivent.
11 décembre. Le général Morgan vient nous voir. Combat d'exercice, puis bal.
15 décembre. Le colonel Armand et le major Schaffner jouent et perdent gros.
 22 décembre. Nous arrivons à Frederickstown. Le colonel Armand se bat en duel avec M. Snikers, un Virginien.
25 décembre. Enfin York. Personne ne veut de moi avec tous mes soldats malades. Le capitaine Sharp et le lieutenant Riedel se battent en duel. »

En manque de combats, La Rouërie redevient quelque peu querelleur, le 19 décembre 1782, il provoque le capitaine Snikers en duel. Il semble que les causes de la dispute soient liées à une publication où Snikers aurait écrit contre La Rouërie. Le duel a lieu le 22 décembre, mais aucun des duellistes n’est blessé.

### Promotion au grade de général
Au début de 1783, le colonel Armand sert toujours dans l'armée américaine. Arrivé parmi les premiers en Amérique, La Rouërie est l'un des derniers Français à repartir. Le corps expéditionnaire français a rembarqué pour la France à la fin de l'année 1782 et La Fayette était reparti peu de temps après le siège de Yorktown.
La Rouërie fréquente la société de Philadelphie, il est notamment devenu l'ami du couple Craig. Mme Craig lui présente le peintre Charles Willson Peale qui, à la demande de celle-ci réalise par la suite le portrait du colonel Armand.
Le 26 mars 1783, La Rouërie reçoit enfin la récompense qu'il attendait depuis longtemps. Il est promu, par le Congrès, au grade de brigadier-général. Cette promotion avait été demandée par Washington dans une lettre qu'il adressa au président du Congrès, le 7 mars 1783
Aussi, Benjamin Lincoln, secrétaire de la guerre écrivit à La Rouërie :

« Mon cher Monsieur,
J'ai le plaisir de vous annoncer votre promotion au grade de brigadier général au service des États-Unis d'Amérique et de vous envoyer ci-inclus votre commission.
Permettez-moi de vous féliciter pour cet événement et pour les circonstances très honorables dans lesquelles votre mérite et vos services vous ont procuré cette promotion.
J'ai seulement à me plaindre que ce témoignage de la confiance que le Congrès met dans votre intelligence, dans votre zèle et votre bravoure ait été différé comme il l'a été réellement pendant quelque temps par les affaires urgentes et importantes qui l'ont occupé.
J'ai l'honneur d'être, avec la plus haute estime, mon cher Monsieur votre très humble et très obéissant serviteur. »

On songe alors à la constitution de forces armées en temps paix, La Rouërie est invité par le Congrès à donner son avis sur la composition de la cavalerie. Dans sa réponse écrite à Washington, La Rouërie se propose à continuer son service dans l'armée américaine, il recommande le lieutenant-colonel de Ternant pour prendre la tête de son ancienne légion qui est passée à 340 soldats parfaitement bien disciplinés, il souligne également dans cette lettre « son attachement à Votre Excellence et à la forme du gouvernement républicain », lui qui par la suite, devait devenir un des chefs de la contre-révolution en France.

### La fin de la guerre
Le 3 septembre 1783 avec la signature du Traité de Paris, la guerre d'indépendance américaine prend officiellement fin.
Le 3 novembre 1783, la légion Armand est licenciée sur décision du commandement. Malgré quelques regrets, La Rouërie s'y plie. Il s'occupe alors avec ses officiers à régler la liquidation du corps et à délivrer des certificats pour les soldats ayant servi dans la légion.

Le 25 novembre, les soldats de la légion Armand défilent pour la dernière fois à Philadelphie devant le général Washington. Le 29 novembre La Rouërie écrit à celui-ci : 

« Il est impossible d'exprimer cette scène de tristesse, les officiers et les soldats en larmes, venant tous me trouver pour dire leur chagrin de la séparation ; même les hommes qui avaient encouru des punitions demandant à leurs officiers de leur pardonner ; et toute la troupe me jurant de me retrouver si jamais on avait à nouveau besoin de nos services dans ce pays… »

La Rouërie règle ses dernières affaires avant de repartir pour la France. Il souhaite continuer sa carrière dans l'armée royale. Aussi il écrit à Washington pour être recommandé, par son intermédiaire, au comte de Rochambeau afin qu'il l'aide à bénéficier d'une promotion dans l'armée française.
La Rouërie reçoit de nombreuses lettres de remerciements, témoignages de nombreuses marques d’estime : Benjamin Lincoln, général américain et secrétaire à la Guerre, Thomas Mifflin, président du Congrès les habitants de York, où sa troupe avait été cantonnée, les officiers de sa légion dans une lettre qui lui fut remise la veille de son départ pour la France.
Le 15 décembre 1783, le général George Washington écrit à La Rouërie :

« Mon cher Marquis,
Parmi les dernières actions de ma vie comme homme public, il n'y en a point qui me donne plus de plaisir que celle qui me met à portée de reconnaître les secours que j'ai reçus de la part de ces hommes honorables que j'ai eu l'honneur de commander et dont les démarches et la conduite ont tant contribué à la sûreté et à la liberté de mon pays.
Je ne puis m'empêcher, en vous mettant au nombre de ces braves guerriers, de reconnaître que je vous dois les remerciements les plus vifs et les plus sincères pour le grand zèle, l'intelligence et la bravoure que vous avez rendus et où vous vous êtes si fort distingué.
Il m'est impossible de vous rappeler dans cet instant toutes les circonstances particulières dans lesquelles vous vous êtes signalé.
Votre conduite à l'action de Short Hills où, sur quatre-vingts hommes, vous en avez eu trente de tués et où vous avez sauvé une pièce d'artillerie qui, sans votre grand courage, aurait été prise par l'ennemi ; votre conduite à la Tête-d'Elk où vous commandiez l'arrière-garde dans la retraite ; votre conduite dans les actions de Brandywine et de White Marsh, et surtout lorsque vous étiez sous le commandement de La Fayette et que, second par le commandement, avec la milice et quelques chasseurs vous attaquâtes avec succès l'arrière-garde de lord Cornwallis ; votre conduite, dis-je, dans ces circonstances, en vous faisant un honneur infini, a été d'un avantage singulier pour le pays.
Mais, parmi tous les services que vous avez rendus, toutes les actions que vous avez faite, il ne faut pas que j'oublie le beau coup de partisan que vous fîtes en Westchester où, avec toute l'adresse et la bravoure d'un officier partisan consommé, vous suprîtes un major et quelques soldats de l'ennemi dans des quartiers à une distance considérable de leurs piquets et les amenâtes sans la perte d'un seul homme de votre côté.
Quoique je n'aie pas eu l'occasion d'être témoin de votre conduite en 1780 où vous vous trouviez au sud, les détails que j'en ai reçus n'ont pas diminué l'opinion que j'avais de vous auparavant ; et l'année d'ensuite, je vous eus une obligation particulière pour la conduite courageuse que vous montrâtes en devenant volontaire et en allant sous ce caractère à la tête de la colonne attaquer et livrer l'assaut à la redoute de Yorktown.
Pendant que je vous donne ce dernier témoignage public de mon approbation et de mon contentement, je vous prie de croire que rien ne me donnerait plus de satisfaction que d'avoir en mon pouvoir de vous donner des preuves plus solides de l'amitié et de l'estime avec lesquelles j'ai l'honneur d'être, mon cher Marquis, votre très humble et très obéissant serviteur. »

Après avoir fini de régler le licenciement de sa légion, La Rouërie s'embarque au printemps de l'année 1784 pour la France à Baltimore sur le Comte d'Estaing, armé par Jean Peltier Dudoyer et débarque à Nantes le 29 août 1784, accompagné de six officiers dont son ami le major Georges Schaffnerlors et quitte définitivement l'Amérique.

## Vie entre deux révolutions

### Retour en France

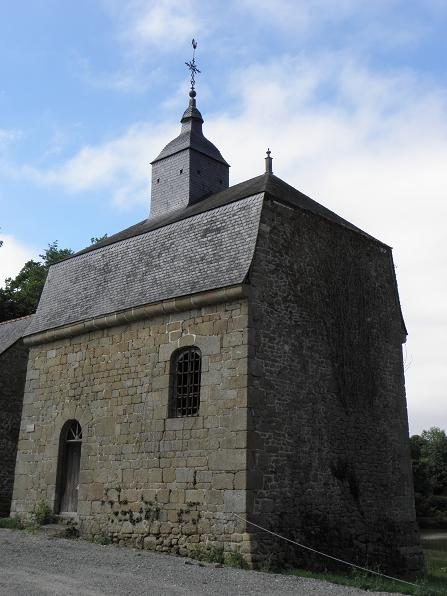
La chapelle Sainte-Catherine, dans laquelle se marient Armand Tuffin de La Rouërie et Louise Caroline Guérin de Saint-Brice.

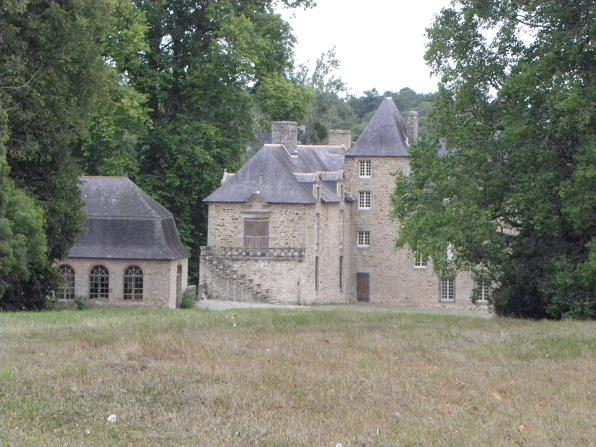
Le château de la Motte, à Saint-Brice-en-Coglès.

De retour en Bretagne, La Rouërie est accueilli en héros à son retour à Fougères et Saint-Ouen-la-Rouërie où il retrouve sa famille.
Un singe qu'il avait adopté et qui l'accompagne souvent, « assis sur la croupe de son cheval », attire notamment la curiosité. Il rapporte de son voyage des plantes d'Amérique et notamment des tulipiers de Virginie. Offerts par Washington, plusieurs sont plantés au château de Saint-Ouen-la-Rouërie où ils sont encore visibles aujourd'hui.
Un ancien officier de sa légion, le major Georges Schaffner, devenu l'un de ses plus fidèles amis, avait tenu à le suivre en France.
Cependant, La Rouërie est criblé de dettes dues à ses emprunts lors de la guerre pour équiper sa troupe. Il passe un certain temps à essayer de les régler. Finalement, il décide de régler ce problème par un mariage. Il se fiance puis épouse Louise Caroline Guérin de Saint-Brice, qui vivait au château de La Motte, près de Saint-Ouen, et était issue d'une famille fortunée.
Le 27 décembre 1785, le Marquis de La Rouërie et Louise Caroline Guérin de Saint-Brice se marient à la chapelle du château de La Motte à Saint-Brice-en-Coglès. Bien qu’il s’agisse d’un mariage d'argent, le couple vit en très bonne amitié. Armand avait même invité Washington et son épouse, Lady Washington, à son mariage. Naturellement Washington avait dû se faire excuser : « Le moindre de mes regrets de ne pouvoir venir en France ne sera pas de manquer à la participation de votre bonheur. »

### Échec de réintégration au sein de l'armée française
Au début de l'année 1786, La Rouërie cherche à reprendre la carrière des armes, grâce à ses services en Amérique où il a été nommé général, il espère se voir accorder une position équivalente au sein de l'armée française.
Le général Washington a recommandé le marquis auprès du Comte de Rochambeau dans une lettre datée du 16 mai 1784.
Mais La Rouërie est revenu trop tard en France pour bénéficier des promotions qui ont déjà été accordées aux autres officiers.
Anne César de La Luzerne, ambassadeur de France aux États-Unis tente toutefois d'intervenir en sa faveur.
Louis XVI pense le satisfaire en le nommant colonel d'un régiment de Chasseurs à pied. Mais La Rouërie refuse, parce qu'il voudrait conserver le prestige d'un régiment de cavalerie, et qu'il ne conçoit pas de servir dans l'infanterie.
Espérant obtenir mieux, il fait valoir en vain auprès ministre de la Guerre Louis-Marie-Athanase de Loménie, comte de Brienne qu'il a notoirement obtenu l'estime de Washington, qu'il a été nommé colonel avant même que La Fayette ne soit arrivé en Amérique, que son prédécesseur au ministère de la Guerre, le maréchal de Ségur, lui avait assuré que ses services en Amérique seraient comptés comme s'ils eussent été au service de la France.

### Mort de Madame de La Rouërie
La Rouërie finit par rentrer à Saint-Ouen-la-Rouërie. Il songe ensuite à partir en voyage pour la Prusse avec le major Schaffner, afin d'étudier la stratégie militaire de l'armée prussienne, particulièrement réputée. Mais il doit oublier un temps ses affaires militaires, car son épouse, de santé fragile, tombe gravement malade. Pour la soigner, le marquis fait appel au docteur Valentin Chevetel, médecin réputé de Bazouges-la-Pérouse. Madame de La Rouërie souffre en fait d'une tuberculose pulmonaire. Chevetel avance que seul l'air de la montagne pourrait guérir la marquise, il est donc décidé de l'envoyer à Cauterets, dans les Pyrénées. La Rouërie et Chevetel se sont rapidement pris d'amitié, aussi le marquis se range à ses vues. Bientôt Louise de La Rouërie, se met en route pour les Pyrénées, accompagnée du docteur Chevetel. La Rouërie, resté à Saint-Ouen, continue de s'occuper de son voyage pour la Prusse, il se fait recommander par son ami d'Amérique François Jean de Chastellux auprès du Prince de Condé et à l'ambassadeur de France en Prusse. Mais il apprend bientôt la mort de son épouse, le 18 juillet 1786, peu de temps après son arrivée à Cauterets.

### Lutte entre Versailles et le Parlement

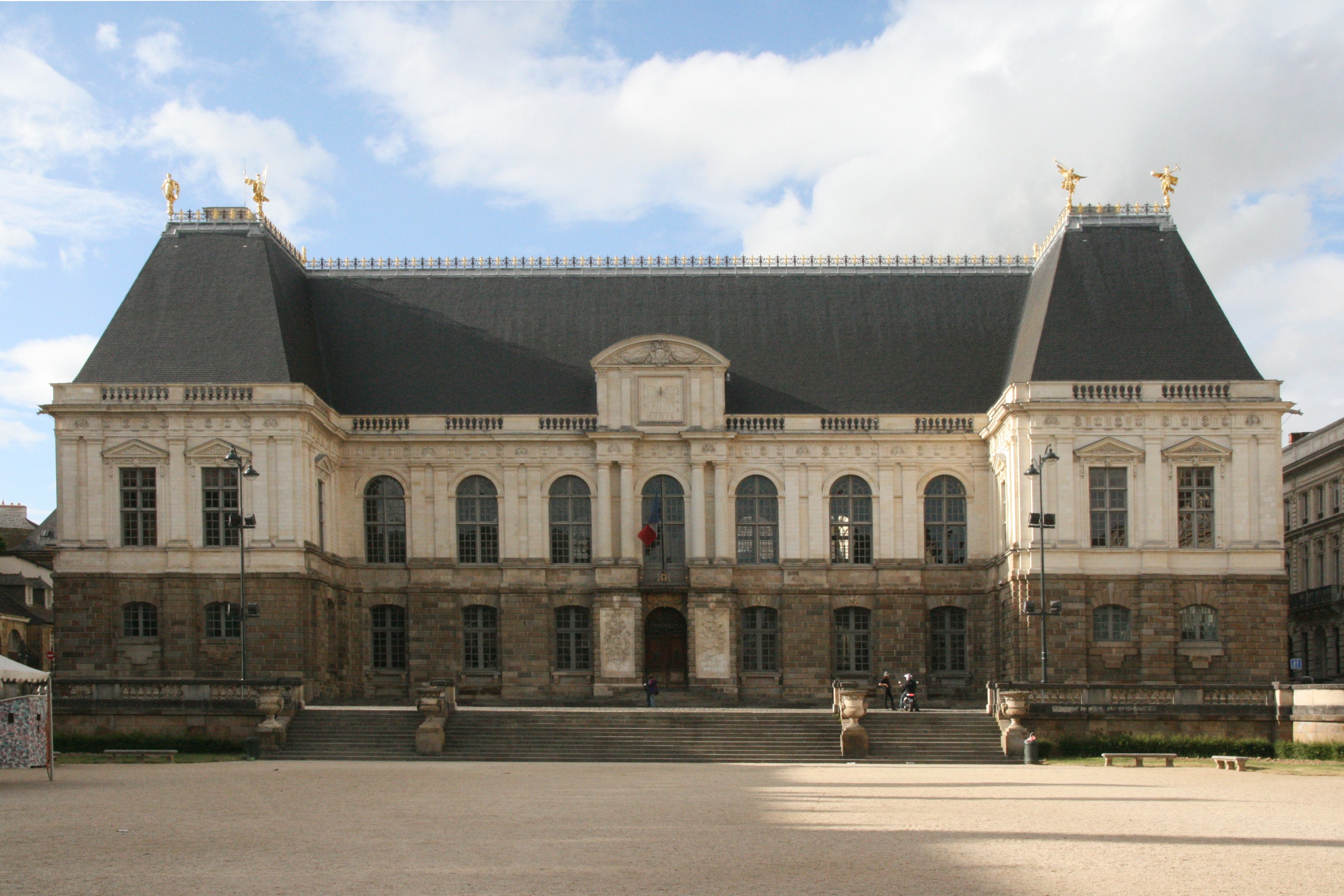
Le Parlement de Bretagne à Rennes.

La Rouërie renonce à son voyage en Prusse. Désœuvré et attristé, le marquis s'adonne principalement à la chasse. À cette période, il fréquente principalement le major Schaffner et sa cousine Thérèse de Moëlien. Ces trois personnes ne se quittent presque jamais, Schaffner et Moëlien s’installent même au château de La Rouërie. Il fut parfois avancé que le marquis de La Rouërie et Thérèse de Moëlien ont été amants mais cela n’est absolument pas établi. Devenu l'ami de Valentin Chevetel, La Rouërie obtient pour lui une place de médecin des bâtiments à Paris au sein de la maison du comte de Provence, frère du Roi.
La Rouërie s'ennuie, mais les événements qui se passent alors en Bretagne vont lui donner l'occasion de sortir de sa retraite. Une querelle commence à opposer la Cour de Versailles, à la noblesse bretonne, soutenue par le Parlement de Bretagne. Breton, La Rouërie prend fait et cause pour les parlementaires.
Le 8 mai 1788, le Roi a fait passer les édits de Brienne et de Lamoignon. Ces édits annulent les pouvoirs politiques et diminuent la compétence judiciaire des Parlements. Mais le Parlement de Bretagne refuse d'appliquer ces édits, qu'il estime contraires au traité d'Union de la Bretagne à la France de 1532. Antoine François Bertrand de Molleville, intendant de Bretagne, se présente à Rennes pour faire enregistrer les édits au Parlement. Les Rennais élèvent alors des barricades et accueillent l'intendant par des huées, des jets de pierre, et même de quelques coups de fusil. La troupe est envoyée pour rétablir l'ordre, mais certains officiers, eux-mêmes bretons, répugnent à réprimer. Des affrontements opposent Rennais et soldats ; finalement ces derniers finissent par être désarmés.
La noblesse des États de Bretagne signe en masse une pétition au roi et décide d'envoyer une députation de douze nobles bretons porter une remontrance à Versailles. Les douze nobles choisis sont les marquis de Tremargat, de la Bourdonnaye-Montluc, de Carné, du Bois de la Ferronnière et de La Rouërie, et les comtes des Nétumières, de Becdelièvre, de La Fruglaye, de Bedée, de Cicé et Godet de Chatillon, et enfin le chevalier de Guer,.

La députation commence par porter une déclaration à Henri de Thiard de Bissy, commandant des troupes royales à Rennes : 

« Déclarons infâmes ceux qui pourraient accepter quelques places, soit dans l'administration nouvelle de la justice, soit dans l'administration des états, qui ne seraient pas avouées par les lois constitutives de la Bretagne. »

Le 5 juillet, elle arrive à Versailles, dans une ambiance tendue, aussi les députés sont assez mal accueillis. Le Roi refuse de leur accorder audience. Après en avoir avisé le Parlement, les Bretons restent à Paris, attendant le « bon plaisir de Sa Majesté ». Pour patienter, ils organisent quelques fêtes ou dîners où ils convient leurs compatriotes habitant à Paris, mais dans la soirée du 14 juillet 1788, les députés bretons sont arrêtés à leur retour chez eux par des agents munis de lettres de cachet. Les Bretons sont conduits et enfermés pendant la nuit à la Bastille.
Le Parlement de Bretagne s'emploie alors à pourvoir à leurs besoins et même à leur assurer un certain confort. On livre ainsi aux prisonniers 240 bouteilles de vins de Bordeaux. Et, le 21 août, un billard est même loué pour les détenus.

Le major Schaffner écrit notamment une lettre au marquis de La Fayette pour se plaindre de l'emprisonnement des députés bretons. La Fayette lui répond : 

« Vous n'avez rien à craindre pour notre ami que l'ennui de l'emprisonnement, et ceci, j'ai bien lieu de le croire ne sera pas long. Les souffrances d'Armand pour son pays ajouteront à sa renommée et lui garderont un respect plein d'honneur aux états généraux. »

Le 25 août 1788, le ministère dirigé par Étienne-Charles de Loménie de Brienne tombe, ce qui provoque la libération des douze députés le jour même. Le retour en Bretagne, et notamment à Fougères pour le marquis La Rouërie, est un triomphe. Par son action et son embastillement, La Rouërie gagne une très grande popularité en Bretagne.

## La Révolution française

### Émeute à Rennes

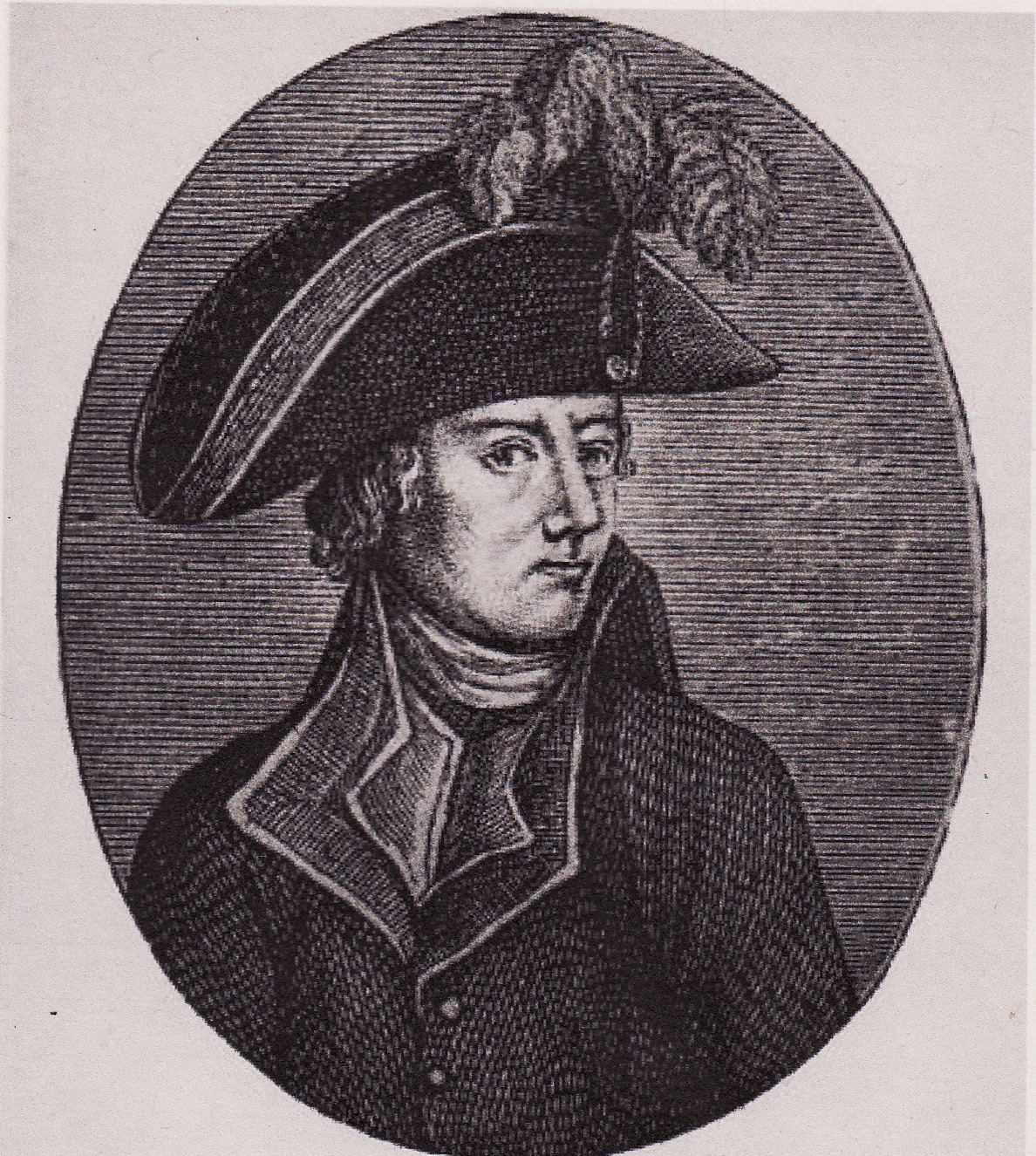
Le marquis de La Rouërie, gravure du début du XIXe siècle.

Les discordes ne sont toutefois pas terminées, et une autre querelle, cette fois-ci interne apparait, opposant les députés de la noblesse à ceux du tiers état.
Les États de Bretagne sont convoqués en décembre 1788, les députés du Tiers qui représentent la bourgeoisie des villes reprochent à la noblesse sa suprématie, et ils réclament plusieurs mesures, principalement le vote par tête et non plus par ordre. La noblesse refuse et, par mesure de protestation va siéger au couvent des Jacobins. Le 26 janvier, Jean Victor Marie Moreau, qui était prévôt des étudiants à l'école de droit de l'université de Rennes où enseignaient Jean-Denis Lanjuinais, Isaac Le Chapelier et Gohier qui vont créer le Club breton, organise un coup de main, et se porte au couvent qui est encerclé par un rassemblement d'étudiants. En empêchant les nobles de sortir, les étudiants entendent les forcer à accepter les revendications du Tiers état.
Le 27 janvier, les nobles font une sortie, La Rouërie est le premier à faire irruption hors du couvent, l'épée hors du fourreau. La vue de La Rouërie, s'avançant à la tête des nobles déconcerte quelque peu les étudiants auprès desquels il est si populaire. Les assiégés tentent d'en profiter pour effectuer une percée, les combats, les duels, se succèdent de nombreuses personnes sont blessées, deux hommes Bois-Hue et Saint-Riveul, tous deux nobles, sont tués.
Après cette journée, La Rouërie se retire quelque temps à Paris, où il rencontre une nouvelle actrice, Mademoiselle Fleury, avec laquelle il a une courte liaison.
La date d'ouverture des États généraux approche et La Rouërie songe à se faire élire député. Mais lorsqu'il se présente à Rennes, il se heurte à l'opposition du reste de la Noblesse. En effet, la Noblesse et le haut clergé de Bretagne refusent purement et simplement de siéger aux États généraux. Selon eux, l'ordonnance de Jacques Necker qui a réglé le mode d'élections aux États généraux ne prend pas en compte des lois et coutumes de la Bretagne. De plus la Noblesse entend protester contre l'augmentation des députés que le Parlement a accordé au tiers état. La Rouërie est l’un des rares nobles bretons à s'opposer à cette mesure. Il tente de convaincre, presque un par un, tous les députés nobles du Parlement mais sans succès.

La Rouërie, accompagné de Bois-Berthelot et de La Feronnière tente alors de se réconcilier avec les étudiants à l'école de droit. Il écrit : 

« Je parlais à cette jeunesse des sentiments de justice et de concorde qui animaient les deux autres ordres, je la priai de s'y joindre immédiatement ; je lui représentai les dangers évidents d'une plus longue séparation, et tous les avantages d'une réunion. [...] J'eus bientôt l'inexprimable jouissance de voir cette jeunesse qui seule pouvait sauver son pays prendre le ton et le langage d'une parfaite réconciliation. »

Mais La Rouërie ajoute que l'orateur suivant fait changer les jeunes gens d'avis et « détruisit toutes nos espérances. »
La Rouërie avait fait tout son possible pour faire changer d'avis la Noblesse bretonne mais en vain, finalement il ne peut pas participer, comme il l'aurait souhaité, aux États généraux.

### Suppression des lois, statuts et coutumes de la Bretagne
La Rouërie est libéral, ayant combattu pour les États-Unis, il admire réellement la révolution américaine et il s’est dit très attaché au gouvernement républicain américain. Mais en France, La Rouërie reste farouchement royaliste.
Les idées de La Rouërie sont proches de celles d'Edmund Burke, philosophe contre-révolutionnaire de tendance libérale, qui devait écrire par la suite ses Réflexions sur la Révolution de France.
Dépité de ne pouvoir participer aux États généraux, La Rouërie regagne Saint-Ouen-la-Rouërie, il continue toutefois de suivre les événements à Paris et Versailles. Bien que favorable aux réformes, le tour que prend les événements lui déplait fortement. Très attaché aux droits de la province de Bretagne, il désapprouve totalement la mise en place de l'Assemblée constituante qui supplante les parlements. Il estime que les pouvoirs du roi doivent être limités par les parlements provinciaux et non par une seule et unique assemblée siégeant dans la capitale. Assez indifférent à la prise de la Bastille, il s'oppose particulièrement aux événements de la nuit du 4 août, où, avec l'accord des députés bretons du Tiers état, toutes les lois, statuts et coutumes particulières de la Bretagne, considérées comme des privilèges, sont supprimés.
Très irrité, profondément déçu par la Révolution française et impuissant à s'opposer aux événements, La Rouërie songe un moment à se rendre aux États-Unis, mais son entourage l'en dissuade. Il commence à fréquenter un de ses voisins, le comte Ranconnet de Noyan, vieil homme habitant La Mancelière, à Baguer-Pican, qui partage les idées du marquis. Leurs conversations leur donnent l'idée de créer une association pour la défense des lois particulières de la Bretagne.

Au milieu de l'année 1789, La Rouërie écrit à George Washington, où il lui fait part de ses vues : 

« Nos affaires dans cette partie du monde ne vont pas comme les gens honnêtes et impartiaux le voudraient. Votre Excellence doit s'attendre avant longtemps à de très affligeantes nouvelles de ce côté-ci. Je crains deux grands maux pour ce pays : l'anarchie et le despotisme. […] Chaque esprit ici se prétend un génie et se croit être un législateur. Des hommes d'esprit, nous en avons. Des hommes de savoir, des virtuoses des arts et des sciences, nous en avons. Mais des hommes remarquables par la profondeur de leurs vues et leur dévotion au bien public, ceux-là, nous n'en avons pas. La Noblesse se cramponne à ses droits de naissance. Quant au Clergé, il se battrait s'il avait plus de courage et moins d'enfants naturels. […] Mon cher Général, ce n'est pas ainsi que vous et votre pays avez conquis la liberté. »

Dans un autre courrier à Washington, qui entre-temps est devenu président des États-Unis, datant du mois d'août 1790, il écrit : 

« J'ai gardé tous mes amis d'autrefois, à l'exception de ceux qui ont un siège à notre Assemblée nationale, que je méprise profondément, quel que soit le camp qu'ils ont choisi, car ils ont tous trahi leur charge. »

Le 22 mars 1791 à Fougères, le marquis de La Rouërie reçoit la visite de François-René de Chateaubriand qui devait partir pour l'Amérique. La Rouërie lui écrit une lettre de recommandation pour Washington, ce devait être le dernier courrier écrit par le Marquis au président des États-Unis.

La suppression des lois particulières de la Bretagne indigne surtout la Noblesse, qui regrette fortement son absence aux États généraux. Au début de l'année 1791, René-Jean de Botherel du Plessis, procureur général syndic des États de Bretagne dénonce les mesures de l'Assemblée constituante : 

« Des envoyés des sénéchaussées et des diocèses se sont portés aux états généraux comme députés du peuple breton, et là, infidèles à leurs mandats, comme ils l'avaient été à la constitution de leurs provinces, ils n'ont pas rougi de tromper et de trahir leurs commettants, ni même de violer leurs serments ; ils ont, au nom du Peuple breton qui, quelques mois auparavant réclamait ses libertés et son union à une monarchie, cherché à consommer la ruine de nos immunités et contribué à détruire en France tous les caractères, toutes les traces de la monarchie.
Indignés des attentats et fidèles à nos serments, nous protestâmes, dès le mois de décembre 1789, contre une assemblée qui, de mandataire se constituant elle-même nationale, s'arrogeait tous les pouvoirs, détruisant tout et ne pouvant faire autorité dans une province qui, se gouvernant par ses propres lois, ne fut jamais soumise à un régime étranger, qui d'ailleurs n'y a point de représentant et ne peut et ne doit adopter ses établissements qu'après en avoir mûrement délibéré dans l'assemblée des gens des trois états.
Nous déclarons solennellement, au nom et pour le bonheur du Peuple breton, la soi-disant Assemblée nationale comme illégalement constituée, comme contraire à la constitution et aux droits et franchises de la Bretagne, comme tendant à surcharger cette province d'impositions dont les autres parties du royaume voudraient alléger leur fardeau, et nous adhérons formellement à toutes autres prestations contraires aux actes de ladite Assemblée, et nous adoptons toutes les précautions prises et à prendre pour les annuler, rétablir la majesté du trône, et conserver à la province des droits qu'aucune autorité ne peut détruire, et dont elle ne pouvait être dépouillée que par l'injustice et la mauvaise foi. »

Pendant toute l'année 1790, La Rouërie s'emploie à convaincre des voisins ou ses connaissances à se joindre à l'Association bretonne, s'adressant aussi bien aux nobles qu'aux personnalités influentes issues du peuple. Il tente surtout de lutter contre l'émigration des nobles, mais sans grand succès, désespérant que même de nombreuses personnes qui avaient promis leurs concours à l'Association, comme René-Jean de Botherel du Plessis, finissent par émigrer. La Rouërie adresse un premier courrier au comte d'Artois, alors chef de l'émigration : 

« Il faudrait, Monseigneur, s'opposer à ce que le nombre des émigrants augmentât. Ici ou en Angleterre, ils ne sont d'aucune utilité ; dans les provinces, ils peuvent reconquérir leur influence de famille et au besoin combattre avec les hommes qui se dévouent. Il y aura peut-être des attentats isolés contre leurs personnes, mais plus on nous verra nombreux et bien décidés, moins on essaiera de nous attaquer. »

### Voyage auprès du comte d'Artois

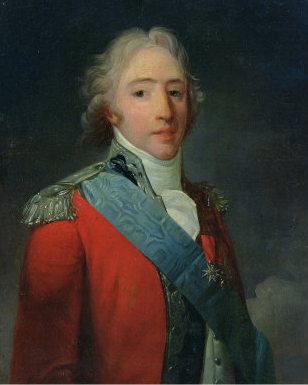
Le comte d'Artois, frère de Louis XVI.

Pour que cette association gagne une véritable légitimité, elle doit être approuvée par le roi. Mais Louis XVI est considéré par les royalistes comme prisonnier des révolutionnaires. La Rouërie décide donc de s'adresser au comte d'Artois, frère du roi, alors émigré à Coblence dans le Saint-Empire.
Pour ne pas être soupçonné d'émigration, La Rouërie s'embarque à Saint-Malo pour l'Angleterre lors du mois de mai 1791, accompagné du major Schaffner, de Thérèse de Moëlien, de son cousin Gervais Marie-Eugène Tuffin de La Rouërie, et de trois de ses domestiques. Après un bref passage par l'Angleterre, les voyageurs gagnent Ostende, ils arrivent à Coblence le 20 mai, puis se rendent à Ulm où ils sont reçus par le comte d'Artois. Celui-ci donne son approbation au projet. Mais manquant d'argent, il ne peut leur fournir des fonds. Il leur recommande toutefois de s'adresser à Charles Alexandre de Calonne. Celui-ci fait quelques suggestions sur l'organisation l'association, notamment sur la nécessité d'un trésorier et d'un agent de liaison.
La Rouërie n'apprécie guère les émigrés, il retrouve cependant quelques-uns de ses amis parmi eux et notamment Georges de Fontevieux, un de ses anciens officiers en Amérique. Fontevieux, originaire du Palatinat-Deux-Ponts, est d'origine franco-allemande. La Rouërie lui propose de se joindre à l'Association, il accepte et devient un agent de liaison, chargé de transmettre dépêches et courrier entre Coblence et la Bretagne.
Après avoir reçu du comte d'Artois un document signé qui confirme son accord sur la création de l'Association, les Bretons traversent la frontière et regagnent la France. Le document, cousu dans une ceinture, est porté par Thérèse de Moëlien. Pendant que les Bretons cheminent à travers la Lorraine, le roi Louis XVI et sa famille, en fuite, sont arrêtés à Varennes, non loin de là. Les Bretons apprennent cet événement en cours de route. Ils arrivent à Paris le 25 juin 1791, soit le jour même du retour du roi dans cette même ville.
Cherchant un endroit pour passer la nuit à Paris, La Rouërie se rend avec ses compagnons chez son ami Valentin Chevetel qui les héberge. Lorsqu'ils s'étaient rencontrés La Rouërie et Chevetel étaient rapidement devenus amis, ils avaient discuté politique et au départ avaient tout de suite partagé les mêmes idées libérales, aussi La Rouërie lui fait-il part de ses projets sans la moindre méfiance. Il ignore cependant que, depuis, les idées de Chevetel diffèrent totalement des siennes. Chevetel habitait alors l'hôtel La Fautrière, rue de l'Ancienne Comédie, tout près du Club des Cordeliers : il y entretenait une relation avec Mademoiselle Fleury, qui fut un temps en 1788, l'amante de La Rouërie. Devenu patriote, il était notamment devenu proche de Jean-Paul Marat et de Danton, ce dernier était d'ailleurs son voisin. S'il accueille La Rouërie et ses compagnons chez lui, il se garde bien de faire part de ses convictions révolutionnaires à ses hôtes.

### L'Association bretonne

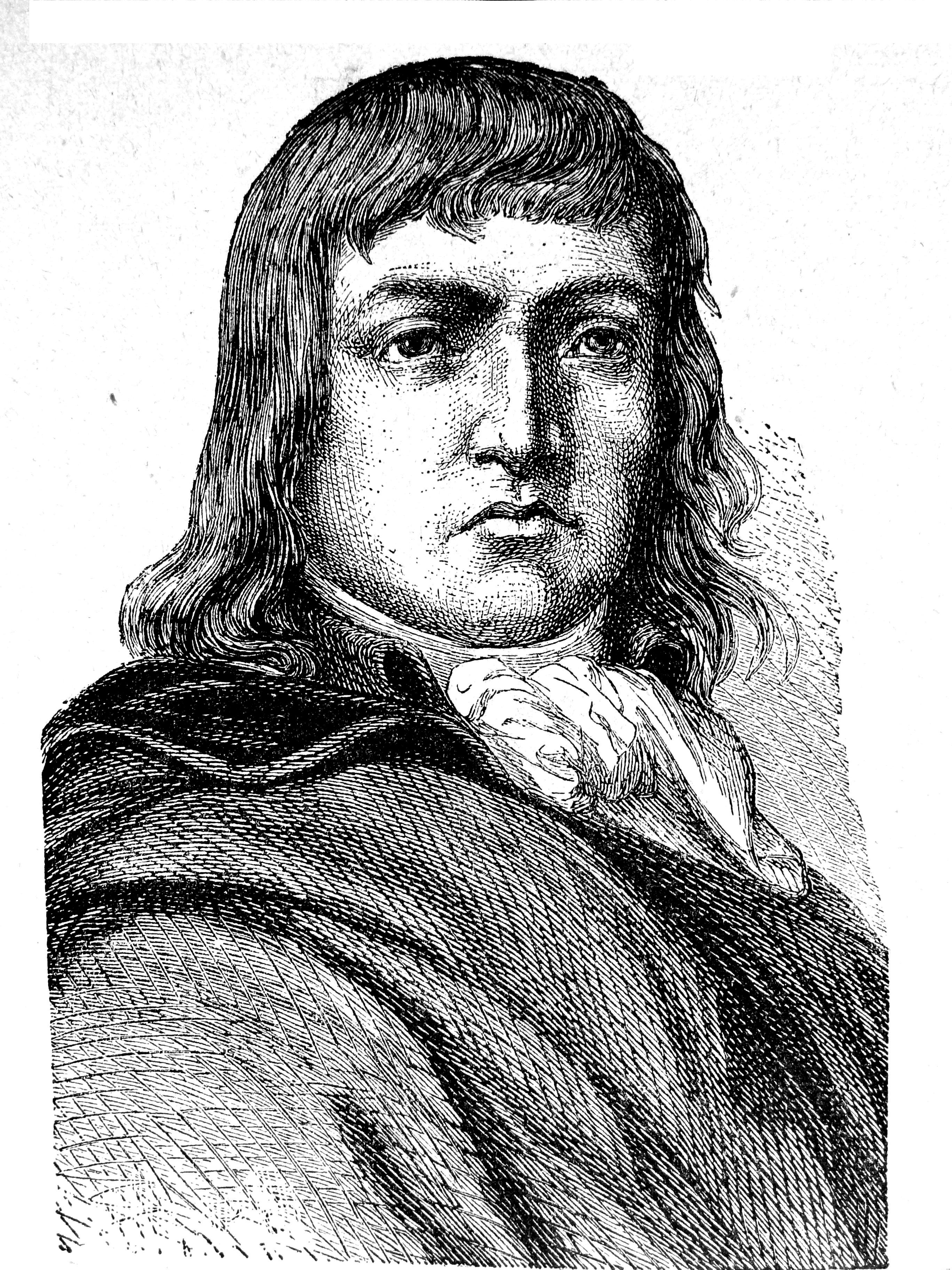
Vincent de Tinténiac.

Au départ les associés, faisant état de leurs civisme, se présentent comme une « Association simplement défensive des honnêtes gens contre les attroupements de factieux, brigands ou malfaiteurs », mais le républicanisme progressant à Paris et la guerre extérieure devenant de plus en plus inévitable, l'association se militarise au début de l'année 1792.
De retour en Bretagne, La Rouërie rapporte le pouvoir octroyé par le comte d'Artois :

« Déclarations du Monseigneur le comte d'Artois:
1) Qu'il est fort éloigné de tout projet tendant au despotisme, que ses principes sont fort opposés au gouvernement arbitraire, et qu'il ne veut que mettre le roi en état de raffermir les bases de la monarchie et de reprendre pour le bonheur de ses peuples l'exercice d'une autorité tempérée par les lois, et de rétablir la véritable Constitution française qui peut aisément se concilier avec une liberté raisonnable.
2) Que les secours qui lui sont promis sont gratuits ; et qu'il n'est point à craindre que le rétablissement de l'ordre soit acheté par le démembrement d'aucune partie du royaume.
3) Qu'on peut compter qu'un des premiers effets de la contre-révolution sera de réintégrer les provinces dans leurs droits et de leur rendre les états dont la convocation aura lieu à l'instant même que le retour du bon ordre le permettra.
4) Qu'on épargnera les voies de rigueur le plus qu'il sera possible ; qu'on n'emploiera la force que pour subjuguer la rébellion opiniâtre ; que tous ceux qui, au moment de la publication des manifestes, rentreront dans le devoir de sujets fidèles seront à couvert de recherches sur leur conduite antérieure, à l'exception des chefs des séditieux et des coupables de grands crimes qui, ne pouvant être soustraits aux poursuites de la justice, seront jugés suivant les lois et les formes judiciaires. »

Par la suite, l'association reçoit également le soutien du comte de Provence, qui depuis, avait également émigré. Le 4 octobre 1791, il écrivit :

« Vous pouvez, Monsieur, assurer de ma part M. le marquis de La Rouërie qu'instruit par le comte d'Artois du plan d'Association qu'il lui a proposé pour le bien de la province de Bretagne, je n'hésite pas à joindre mon approbation à celle de mon frère et que, sachant pareillement combien les sentiments, les principes et la sage conduite de M. de La Rouërie méritent de confiance, je partage celle que mon frère lui a donné. Je l'exhorte à continuer de s'occuper de cet objet qui aura certainement notre appui. »

La Rouërie s’attelle ensuite à l'organisation de l'association. Dans chaque ville d'évêché, sont placés six commissaires et un secrétaire de l'association issus des trois ordres. L'administration est tenue par deux secrétaires : Deshayes et Loaisel. André Désilles est trésorier de l'association. Thomazeau, de Saint-Malo, est chargé de l'intendance. Deux hommes, Henri, aubergiste à Saint-Servan et Vincent sont chargés des liaisons avec l’île de Jersey. Les associés reçoivent ainsi la livraison, par l'intermédiaire de l'Angleterre, d'argent, de 6 600 fusils, de poudre, de 300 uniformes complets et de 4 canons.

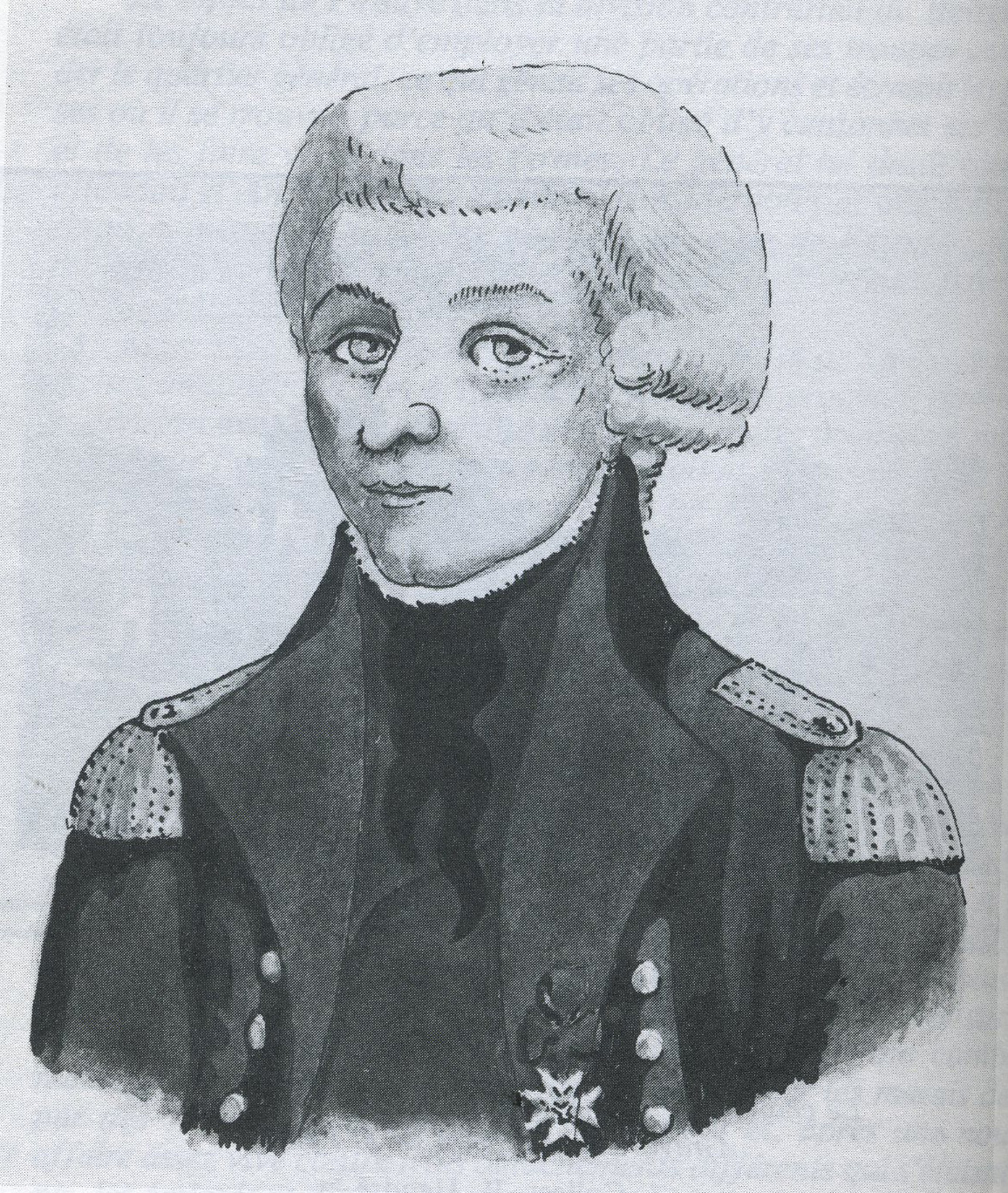
Marie Eugène Charles Tuffin de La Rouërie, dessin de Henri Le Bouteiller d'après une miniature, fin du XIXe siècle.

Un recrutement de volontaires s'organise. Des mesures sont prises pour rallier le soutien des garnisons des Gardes nationales. Il est prévu de régler les grades par « la quantité d'hommes que chacun fournira, en sorte que, par exemple, celui qui fournira vingt hommes d'armes sera enseigne ; trente, sera sous-lieutenant ; quarante, lieutenant, etc., le tout sans exiger la noblesse pour aucun grade et sans en faire la base des distinctions. »
La Rouërie trouve désormais un appui auprès de la population bretonne, très déçue de la Révolution, après y avoir d'abord été favorable, et fortement hostile à la Constitution civile du clergé.

Bien que n’étant pas particulièrement pieux, La Rouërie est catholique, il rejette la Constitution civile du clergé et le fait savoir dans le manifeste de l'association qu'il prépare : 

« On ne peut pas dissimuler que le mécontentement du peuple se propage de plus en plus ; que l'éloignement général qu'il témoigne pour les prêtres constitutionnels, que la désertion également générale de leur église n'annoncent que trop clairement que le vœu de la grande majorité du peuple est contraire aux lois qui ont divisé l'ancienne église et anéanti le clergé français, sans aucun motif d'utilité publique. »

Il dénonce également depuis la suppression des États de Bretagne, un accroissement de la pauvreté et une augmentation des impôts désormais trois fois plus élevés. 

« On ne peut pas dissimuler davantage que la misère publique s'aggrave de jour en jour, que le commerce languit de plus en plus ; que les anciennes ressources du peuple s'anéantissent ; et que cependant il voit, en murmurant, ses charges s'accroître, et jusqu'à la religion devenir pour lui la matière d'un nouvel impôt. »

La Rouërie prend auprès de lui trois aides de camp : Aimé Picquet du Boisguy, âgé de seulement quinze ans, Picot de Limoëlan, père de Joseph Picot de Limoëlan et son cousin Gervais Marie-Eugène Tuffin de La Rouërie, devenu agent de liaison avec Fontevieux. D'autre nobles, qui plus tard se distingueront dans les guerres de la chouannerie adhèrent à l'association bretonne, parmi lesquels : Amateur-Jérôme Le Bras des Forges de Boishardy, Charles Sévère de La Bourdonnaye, Toussaint du Breil de Pontbriand, Vincent de Tinténiac, Sébastien de La Haye de Silz, Louis du Pontavice, Jean du Buat, les frères Charles-Edouard et Louis de La Haye-Saint-Hilaire, Auguste Hay de Bonteville, ainsi que le prince de Talmont. Si des gens du peuple, comme Pierre Guillemot, René Guiheneuf adhèrent à l'Association, la majorité des associés sont cependant issus de l'aristocratie.

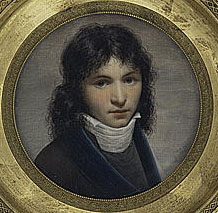
Aimé Picquet du Boisguy
Peinture de Jean-Baptiste Isabey, 1800.

La Rouërie et Noyan s’attèlent à la rédaction d'un manifeste, chargé de présenter les revendications de l'association : 

« L'objet de l'association est de contribuer essentiellement et par les moyens les plus doux au retour de la monarchie, au salut des droits de la province, celui des propriétés et l'honneur breton. »

L'autre manifeste, présenté au comte d'Artois à la fin de l'année 1791 débute ainsi : 

« Nous soussignés citoyens de la province de Bretagne, croyons devoir donner les motifs de notre présente Association, déclarons d'abord unanimement que le vœu le plus cher à notre cœur est celui de vivre libre ou mourir, qu'exprimait, par son organisation, notre ancien gouvernement breton et que prescrit, d'ailleurs, l'article 6 de la section 5 du chapitre premier de la Constitution française du 3 septembre 1791, et que notre intention n'est que propager aucuns principes ni de nous permettre aucuns actes qui puissent être pris pour une violation même indirecte de ce serment.
Nous déclarons de plus qu'il doit être bien entendu qu'il n'exclut de notre part l'obéissance et la fidélité que nous devons au roi, notre légitime souverain, et que nous regarderons au contraire comme nos ennemis déclarés tous ceux qui abusent de ses bienfaits et de sa tendre sollicitude pour son peuple, cherchant à affaiblir son autorité tutélaire, à diminuer ses prérogatives et à anéantir son trône par l'insinuation criminelle d'idées républicaines, à la propagation desquelles il est de notre devoir, en bons et fidèles sujets, de nous opposer de toutes nos forces.
Nous déclarons enfin que nous adoptons sans restriction ce principe élémentaire de la Constitution actuelle, et qui se trouve consigné dans l'article 6 de la déclaration des droits de l'homme et du citoyen, que la loi est l'expression de la volonté générale, et que tous les citoyens ont droit de concourir personnellement à sa formation. Et, à ce sujet, nous observons que le principe des malheurs publics qui affligent, à ce moment, le royaume, et en particulier la province de Bretagne, ne provient que de ce que, dans la pratique, on a trop méconnu cette théorie de législation, sans laquelle il n'y a plus de vraie liberté publique, que de là sont nées successivement ces factions dangereuses qui divisent le royaume et que l'on connaît sous les dénominations de factions républicaines, royalistes, monarchiennes et autres, que par là encore le respect dû à la loi s'est naturellement affaibli, dès que, d'un côté la naissance de toutes ces factions, et de l'autre les murmures du peuple n'ont que trop clairement manifesté qu'elle n'avait pas pour elle cette expression de la volonté générale, qui seule forme son plus imposant caractère.
Nous observons, de plus, que c'est surtout la province de Bretagne qui peut plus que toute autre encore se plaindre qu'ont ait violé envers elle ce principe de la Déclarations des droits que nulle loi ne peut être regardée comme telle, si elle n'est l'expression de la volonté générale, puisqu'elle n'a été convoquée ni représentée régulièrement aux états généraux de 1789, et puisqu'elle n'en a pas moins perdu son antique Constitution et ses droits, franchises et libertés, contre le vœu formel de ses trois ordres, et même les dispositions précises de la grande majorité des cahiers des assemblées des sénéchaussées, formées pour éluder et suppléer alors la convocation constitutionnelle du tiers comme ordre politique et indivisible… »

Le 20 avril 1792, le royaume des Français déclare la guerre à l'archiduché d'Autriche et au Saint-Empire qui reçoivent le même jour, le soutien du royaume de Prusse et de l'Armée des émigrés, la Première Coalition contre les Révolutionnaires est formée.
L'Association bretonne est prête pour le combat, ses effectifs sont alors forts de 10 000 soldats.

### Perquisition au château de La Rouërie
De leur côté, les révolutionnaires du pays de Fougères, intimidés, ne savent trop comment agir. Ils se doutent que le marquis entretient des hommes armés et que des rassemblements sont effectués.
De plus La Rouërie n’a alors manifesté aucune volonté d'attaque, présentant son Association comme purement défensive afin de se protéger d'éventuels brigands. Quant à Valentin Chevetel, il a toujours ses amitiés dans chacun des deux partis, mais sans en informer l'autre. Aussi, jusqu'au mois de mai 1792, les autorités patriotes du pays ne prennent aucune mesure contre le marquis ou les membres de son association.
Mais le 27 mai 1792, un rassemblement ostensible, de plusieurs dizaines ou centaines de personnes, et où se trouvent réunis tous les chefs de l'association, a lieu à Saint-Ouen-la-Rouërie, au château du marquis. Le lendemain, les administrateurs des communes de Saint-James et Pontorson signalent au district d'Avranches qu'un complot se trame au château du marquis. Le maire de Saint-Ouen-la-Rouërie Thomas de Lalande, jusque-là timoré, doit se résoudre à agir. Ses gardes nationaux n'ayant pas d'armes, il s'adresse au général de Chevigné à Rennes qui ordonne une perquisition. Le 31 mai, menés par Varin et Hévin, membre du directoire du département d'Ille-et-Vilaine, 400 hommes : gendarmes, gardes nationaux, fusiliers, cavaliers sont détachés vers le château du marquis. Mais la perquisition est sans résultat. Le château est vide, hormis quelques domestiques et le singe du marquis qui effraye des soldats. Rien de compromettant n’est trouvé, aucun document, pas d'armes. Les soldats battent alors la campagne des environs avec guère plus de succès. Seul Deshayes est arrêté.

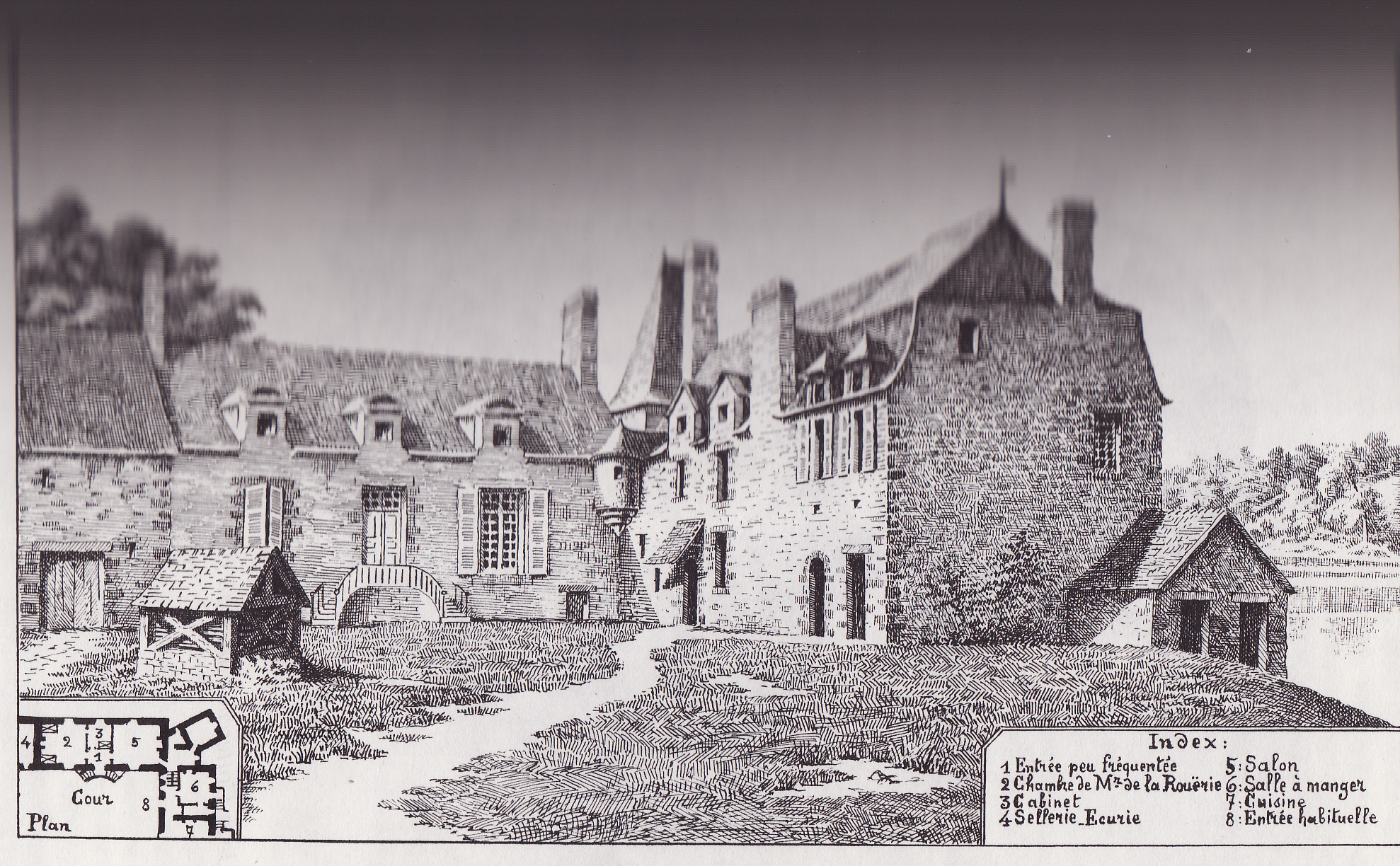
Château de Launay-Villiers.

Pendant ce temps, les associés se sont dispersés. Présageant du désastre, La Rouërie transmet tous ses documents à Jean du Buat, qui s'enfuira en Angleterre avec d'autres aristocrates de l'Association. L’importance des documents confiés (pouvoir d’autorité reçu d’Artois, sa commission donnée par les Princes, sa correspondance avec Calonne, les listes des membres de l'Association) montre la confiance qu’il lui accordait. La Rouërie se réfugie alors en Mayenne, au Château de Launay-Villiers (Launay-Villiers) qui appartient à un de ses amis, le chevalier de Farcy. En changeant de département il échappe à la juridiction d'Ille-et-Vilaine. La Rouërie adopte le faux nom de Monsieur Milet, de Bordeaux, négociant en vins. Il reste en contact avec Schaffner, Moëlien, Fontevieux, Gervais et du Pontavice afin de transmettre les dépêches. Il ne lui reste désormais plus qu'à attendre de donner le signal prévu pour le soulèvement.

### Les Chouans
En bordure du parc du château Launay-Villiers, se trouve la forêt de Misedon. Cette forêt était le repaire de Jean Cottereau, dit Jean Chouan et de ses hommes qui avaient pris le nom de Chouans. Cottereau et ses compagnons se révoltent le 15 août 1792 contre les révolutionnaires à Saint-Ouën-des-Toits. Depuis ils organisent divers coups de main contre les patriotes. Aucune source ne prouve que La Rouërie et Jean Chouan se soient rencontrés, ou que ce dernier ait été recruté par l'Association, mais La Rouërie est resté trois mois à Launay-Villiers jusqu'au début du mois de septembre. La Rouërie ne pouvait ignorer les troubles qui secouaient la Mayenne à ce moment-là.
À cette période au Bourgneuf-la-Forêt, un combat oppose les Chouans aux révolutionnaires. Ces derniers sont battus avec perte de 18 morts. Les sources royalistes rapportent qu'un inconnu serait apparu soudainement lors de la bataille, aurait pris le commandement des chouans et se serait retiré une fois la victoire acquise. Bien que ce récit semble en partie légendaire, et magnifié par les auteurs royalistes, la présence à proximité du chef de l'Association bretonne fait penser que l'homme en question pouvait être La Rouërie.

### Les guerres de la Révolution française

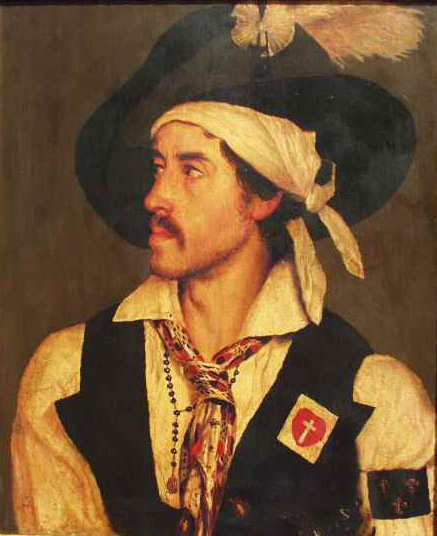
Jean Cottereau, dit Jean Chouan
Peinture de L. de Labarre, 1840.

Pendant plusieurs semaines, les associés attendent les directives des frères du roi. L'attente provoque une certaine nervosité chez certains des associés. D'un côté La Rouërie doit calmer l'ardeur de certains d'entre eux qui souhaitaient prendre les armes sur-le-champ, de l'autre il rappelle fermement à l'ordre le comité de Saint-Malo qui conteste ses ordres et demande d'attendre la prise de Paris par les coalisés avant de prendre les armes.
De son côté, Valentin Chevetel arrive, lors de cette période, au château de La Fosse-Hingant, à Saint-Coulomb qui appartient à Desilles, et était le quartier général de l'Association. Chevetel demande à rencontrer La Rouërie, celui-ci fait le déplacement, le reçoit chaleureusement, et, toujours sans la moindre méfiance, lui fait part de ses projets et de sa situation.
Enfin, vers la fin du mois d'août, Fontevieux arrive à Launay-Villiers, il est porteur d'une lettre de Calonne datée du 11 août. Celle-ci annonce l'offensive prochaine en France des armées de la coalition. La Rouërie fait diffuser la nouvelle à tous les comités. Il fixe la prise d'armes pour 10 octobre, date prévue de la prise de Châlons-en-Champagne, par les armées de la coalition.
Le 19 août 1792, après avoir repoussé l'offensive des révolutionnaires, les troupes prussiennes et autrichiennes entrent en France.
Valentin Chevetel retourne alors à Paris, et le 2 septembre, jour même de son arrivée, il se présente, à 3 heures du matin, à Danton, alors ministre de la Justice. Chevetel informe Danton du danger que représente l'Association bretonne, et lui fait part de tout ce qu'il sait.

Cependant, Danton choisit de négocier avec La Rouërie. Informé par Chevetel des opinions libérales du marquis et du fait que celui-ci pourrait par la suite jouer un rôle important, Danton remet à Chevetel la lettre suivante : 

« Si tout ce que m'a dit le porteur de la présente des dispositions de M. de La Rouërie et de la Bretagne a quelque fondement, j'estime que, pour sauver la France du mauvais pas dans laquelle on l'a engagée, les hommes qui ne veulent pas la ruine du pays doivent se réunir dans un commun effort. Il ne s'agit plus ici de discussions de principes plus ou moins contestables ; il faut sauver le trône constitutionnel et l'intégrité du territoire. Dans le cas probable où la Bretagne pourrait offrir quelque réalité à un mouvement combiné sur ces bases, j'autorise le porteur de la présente à traiter en mon nom et en celui de mes amis qui, comme moi, ne veulent pas s'enfoncer jusqu'au fond de l'anarchie. »

L'avancée des forces de la coalition semble alors irrésistible, Danton espère ainsi qu'en cas de défaite des forces armées de la Révolution une monarchie constitutionnelle pourrait être maintenue avec l'appui du marquis de La Rouërie, au lieu d'un retour à l'Ancien Régime.

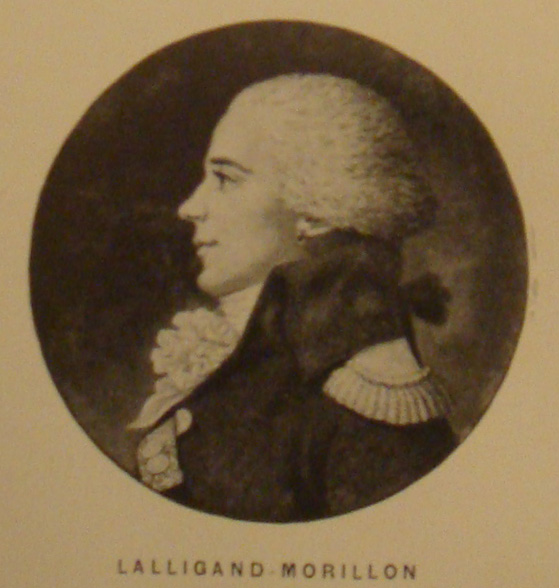
Lalligand-Morillon.

Le lendemain, Chevetel repart pour la Bretagne. À son arrivée, il se présente de nouveau au château de La Fosse-Hingant. Il est reçu de nouveau par La Rouërie, mais cette fois-ci beaucoup plus froidement. Louis du Pontavice, alors en observation à Paris, avait découvert les liens de Chevetel avec les Cordeliers et avait écrit au marquis afin de l'en avertir. Sommé de s'expliquer, Chevetel ne nie pas ses relations avec les Cordeliers, il montre la lettre de Danton à La Rouërie et parvient à le convaincre qu'il a réussi à le gagner à la cause royale. La Rouërie s'excuse de ses soupçons et félicite Chevetel qui est blanchi aux yeux des associés.
Sans doute afin de lui prouver sa confiance, La Rouërie choisit Chevetel pour participer à une mission à Jersey auprès de Fontevieux, le but étant d'organiser une nouvelle livraison d'armes.

Le soulèvement est imminent, La Rouërie fait placarder des affiches dans les villes et les villages: 

« Citoyens. Malgré toutes les recherches et tous les efforts des factieux, je parais au milieu de vous, à la tête d'une force imposante, au nom et sous les ordres des princes, frères du roi. Rassurez-vous, je ne suis armé que pour défendre vos personnes et vos propriétés.
Et vous Bretons, mes chers amis, je veux vous aider à recouvrer vous-mêmes les anciennes franchises, et les anciens droits qui étaient à la fois, le rempart le plus solide de votre liberté politique et religieuse, comme le plus sûr garant de votre paix intérieure et de la prospérité qu'elle produit. »

Mais à la fin du mois de septembre, La Rouërie reçoit les nouvelles de la victoire des Révolutionnaires, le 20 septembre, à Valmy, située à seulement 35 kilomètres de Châlons. Les troupes de la coalition battent en retraite, repassent la frontière et quittent la France. Le 22 septembre, la monarchie est renversée et la République proclamée.
L'issue de la bataille de Valmy est un véritable désastre pour l'association bretonne. Dès qu'il apprend la nouvelle, La Rouërie organise une réunion au château de La Fosse-Hingant. Outre La Rouërie, les seuls qui peuvent être présent sont Thérèse de Moëlien, Désilles, Schaffner, du Buat de Saint-Gilles, Fontevieux et Chevetel. La Rouërie, espérant un sursaut populaire royaliste en Bretagne et l'aide des émigrés d'Angleterre propose, mais sans guère d'illusion, de maintenir la date du 10 octobre, mais il se heurte à l'opposition de Fontevieux, Désilles et Saint-Gilles qui affirment que si la date est maintenue la défaite est certaine. La Rouërie se range rapidement à leur vues et la date de l'insurrection est reportée pour le 10 mars 1793. Étant le principal recherché, il doit entrer en clandestinité, on lui conseilla de fuir à Jersey, mais il refuse de quitter la Bretagne.

### La dénonciation de Valentin Chevetel
Après la réunion, Chevetel et Fontevieux s'embarquent pour Jersey afin d'accélérer la prochaine livraison d'armes. Ils y rencontrent René-Jean de Botherel du Plessis qui avait réuni 3 000 fusils, de la poudre, des munitions et six canons pour l'association. La cargaison est embarquée sur un navire, mais le gouverneur britannique de Jersey s'oppose à son départ. Chevetel, dans son rapport à Danton, affirme avoir personnellement convaincu le gouverneur d’ordonner cet embargo.
Il retourne ensuite à Paris où il remet son rapport à Danton. Désormais il n'est plus question pour le ministre de la justice de traiter avec les conjurés. Celui-ci engage Chevetel à faire sa déclaration au Comité de sûreté générale mais celui-ci refuse. Par la suite, le 5 octobre, Danton charge Chevetel d'arrêter La Rouërie, ainsi que les autres chefs de la conjuration. Sur les conseils de Fabre d'Églantine, on adjoint à Chevetel un nommé Pierre Lalligand, dit Morillon qui avait joué un rôle contre une conspiration à Grenoble.
Mais les deux hommes se détestent, partent séparément pour la Bretagne le 7 octobre. Chevetel adopte le surnom de Latouche auprès des républicains, il fait le voyage avec Fontevieux. Jamais celui-ci ne soupçonna le double jeu de son compagnon de voyage. De retour à la Fosse-Hingant il se voit confier une nouvelle mission, toujours avec Fontevieux il part le 13 octobre pour Liège auprès des frères du roi, afin de recevoir des nouvelles de la situation à l'Est ainsi que pour recevoir d'éventuelles nouvelles directives.
Sur les conseils de Chevetel, Lalligand reste inactif à Saint-Servan, attendant le moment propice.

### La Guyomarais

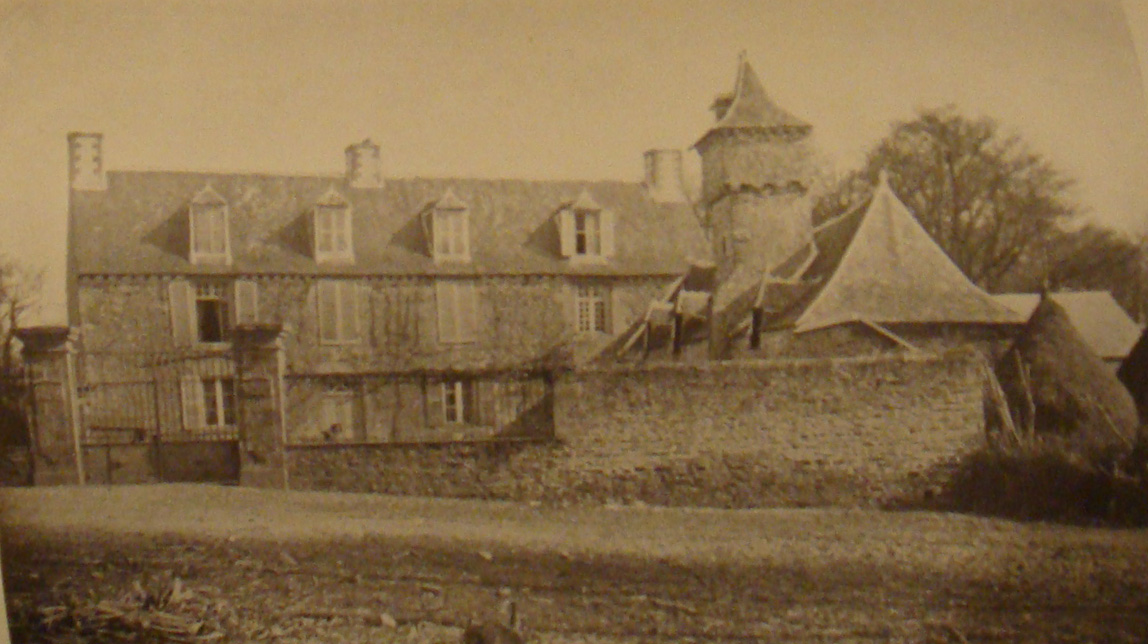
Manoir de La Guyomarais.

Pendant ce temps La Rouërie, proscrit, erre dans les campagnes de Bretagne, comme l'écrivit plus tard Claude Basire : 

« La Rouërie ne perdit rien de son ardeur. Ce conspirateur infatigable, se reposant rarement, courait de château en château, de comité en comité pour ranimer les espoirs. Sans cesse en vagabondage dans les forêts ou les collines, toujours armé, il ne prenait jamais les routes battues, et passait souvent la nuit dans des grottes, inaccessibles à d'autres, au pied d'un chêne, ou dans un ravin. Toutes les cachettes lui étaient bonnes ; et il ne deumeurait jamais deux fois au même endroit. On peut imaginer la difficulté de se saisir d'un homme aussi prudent qu'il était intrépide. »

 Il adopte le faux nom de Gasselin et est accompagné seulement de Loaisel dit Fricandeau, son secrétaire et de Saint-Pierre, un de ses domestiques. Ces chevauchées lui font quitter de plus en plus l'Ille-et-Vilaine, pour se porter davantage sur les Côtes-d'Armor.
Le 12 janvier 1793, après avoir galopé dans les environs de la forêt de La Hunaudaye, La Rouërie et ses deux compagnons vont trouver refuge au château de La Guyomarais, appartenant à la famille du même nom, en la paroisse de Saint-Denoual. Il a neigé ce jour-là et Saint-Pierre est atteint de fièvres.
Monsieur de La Guyomarais est membre de l'Association et a déjà hébergé La Rouërie trois fois lors des mois précédents. Ils sont logés dans une chambre du château, mais l'état de Saint-Pierre ne s'améliore pas. Le lendemain, Loaisel va chercher le chirurgien Morel à Plancoët. Le 18 janvier Saint-Pierre guérit, mais La Rouërie tombe à son tour malade le 19 janvier. La Guyomarais rappelle le docteur Morel, puis par mesure de précaution, fait également quérir le docteur Taburet de Lamballe. Atteint de frissons et de violentes quintes de toux, La Rouërie souffrait d'une pneumonie.
Le 24 janvier, la garde nationale de Lamballe opère une descente sur le château de la Guyomarais. Avertis par un voisin, les Guyomarais cachent le marquis, à la ferme de La Gourhandais, située à une centaine de mètres du château. Les républicains ne découvrent rien, mais ce traitement ne pouvait améliorer l'état de santé de La Rouërie.
Le lendemain, Schaffner et Fontevieux arrivent à la Guyomarais, ils apportent avec eux un journal qui leur a appris de l'exécution de Louis XVI le 21 janvier. Cependant les associés décident de ne pas révéler la mort du roi au marquis, estimant que cela aggraverait la fièvre alors que malgré l'épisode de la veille on entretient l'espoir de son rétablissement. Alité, La Rouërie demande toutefois à ce qu'on lui fasse la lecture du journal, voulant être tenu informé des nouvelles du procès du roi. C’est son domestique Saint-Pierre qui s'en charge, mais le marquis pressentant peut-être qu'on lui cache quelque chose, demande à Saint-Pierre d'aller lui chercher à boire. Celui-ci commet l'imprudence de laisser le journal dans la chambre, La Rouërie le prend et apprend la mort de Louis XVI.
La Rouërie a alors une crise de délire, il saute de son lit, s'habille, déclare vouloir repartir mais s'effondre, totalement affaibli. Pendant trois jours, il agonise, il alterne entre la prostration, le délire et l'inconscience ; un troisième médecin, Lemasson est dépêché mais ne peut rien faire.
La Rouërie meurt le 30 janvier 1793, à quatre heures et demie du matin.

### Sépulture de La Rouërie

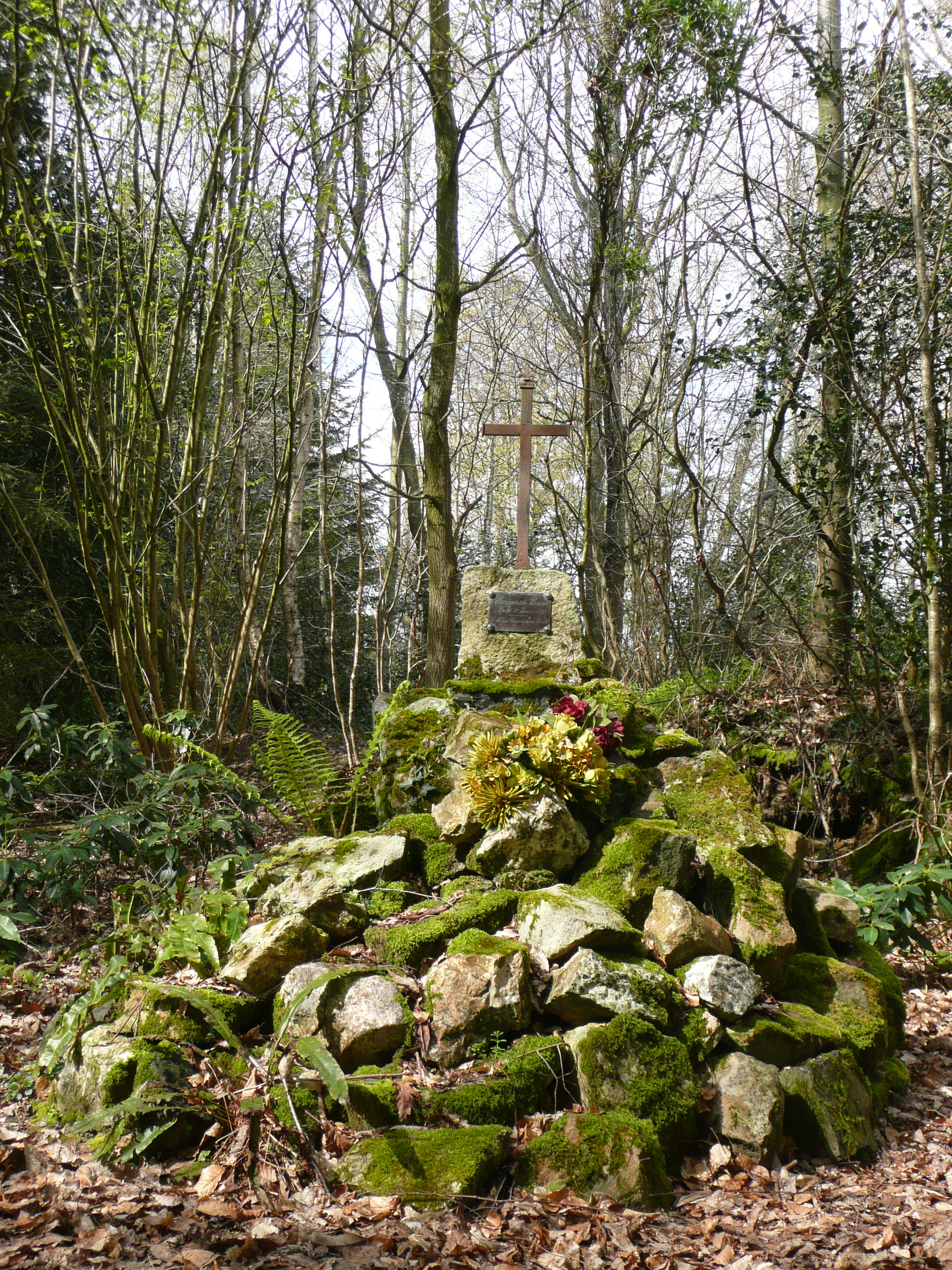
Tombeau du marquis de la Rouërie dans le bois du château de la Guyomarais.

Il fallait cependant cacher le corps, le 31 janvier, pendant la nuit, Schaffner, Fontevieux, Loaisel, Lemasson, le jardinier Perrin, des domestiques et des membres de la famille La Guyomarais, enterrent le corps de La Rouërie en cachette dans le bois de Vieux Semis, qui appartient au château. Jusqu'au milieu du mois de février, la mort de La Rouërie demeure secrète.
Peu après l’enterrement, Schaffner et Fontevieux quittent le manoir. Quant à Saint-Pierre, il prend les papiers et la correspondance du marquis et les porte à Désilles, à la Fosse-Hingant, où il lui apprend également la mort du chef de l'association. Désilles met ensuite les papiers dans un bocal qu’il enterre.
Mais auparavant, à la fin du mois de janvier, Thérèse de Moëlien, qui sait La Rouërie malade, écrit à Valentin Chevetel. Elle lui demande son aide, se souvenant de sa profession de médecin. Chevetel arrive alors à La Fosse-Hingant. Il y apprend de Désilles la mort du marquis de La Rouërie, ainsi que le lieu et les circonstances de son décès. Chevetel transmet aussitôt toutes ces informations à Lalligand-Morillon.
Le 25 février, celui-ci, à la tête de 15 soldats républicains, fait irruption à La Guyomarais. Il y fait arrêter tous ses occupants, soit la famille de La Guyomarais, ainsi que leurs domestiques. Les trois médecins qui avaient soigné le marquis sont également arrêtés et conduits au manoir. Lalligand-Morillon interroge ensuite les détenus, un par un, pendant de longues heures et dans le manoir même. Tous les accusés nient avoir hébergé La Rouërie. Cependant Lalligand enivre le jardinier Perrin qui finit par parler. Celui-ci mène Lalligand et quelques soldats devant la tombe. Le corps du marquis de La Rouërie est exhumé, Lalligand le fait décapiter.

Il retourne alors à La Guyomarais et jette au sol la tête de La Rouërie qui roule aux pieds des accusés. Monsieur de La Guyomarais dit alors : 

« Soit, il n'y a plus à nier. Voilà bien la noble tête de l'homme qui si longtemps vous a fait trembler. »

Le corps de La Rouërie est ensuite remis en terre. Sa tête, abandonnée après le départ des républicains et de leurs prisonniers, est récupérée par les deux filles de La Guyomarais et cachée sous une dalle de la chapelle du château. Le crâne est découvert en 1877 et remis à la famille La Belinaye.

### Fin de l'Association bretonne
Sur les dénonciations de Chevetel, Lalligand fait arrêter plusieurs membres de la conjuration bretonne. Il découvre également les papiers enterrés par Désilles. Mais la plupart des associés échappent aux recherches grâce à Thérèse de Moëlien, qui peu après la mort de La Rouërie, brûle la liste des membres de l'Association.
Au total, Lalligand fit arrêter 27 personnes, qui sont conduites à Paris pour y être jugées. Après plusieurs mois d’emprisonnement, le procès s'ouvre le 4 juin 1793, et se termine le 18 juin. Au terme du jugement treize accusés sont acquittés, deux sont condamnés à la déportation, le jardinier Perrin et le médecin Lemasson, qui, envoyés à Bicêtre, y sont exécutés le 26 juin 1794 lors de la conspiration des prisons, et douze sont condamnés à mort ; Monsieur et Madame de La Guyomarais, Louis du Pontavice, la Chauvinais, Madame de la Fonchais, Morin de Launay, Locquet de Granville, Jean Vincent, Groult de La Motte, Picot de Limoëlan, Georges de Fontevieux et Thérèse de Moëlien. Ils sont exécutés le jour même.

### La Chouannerie

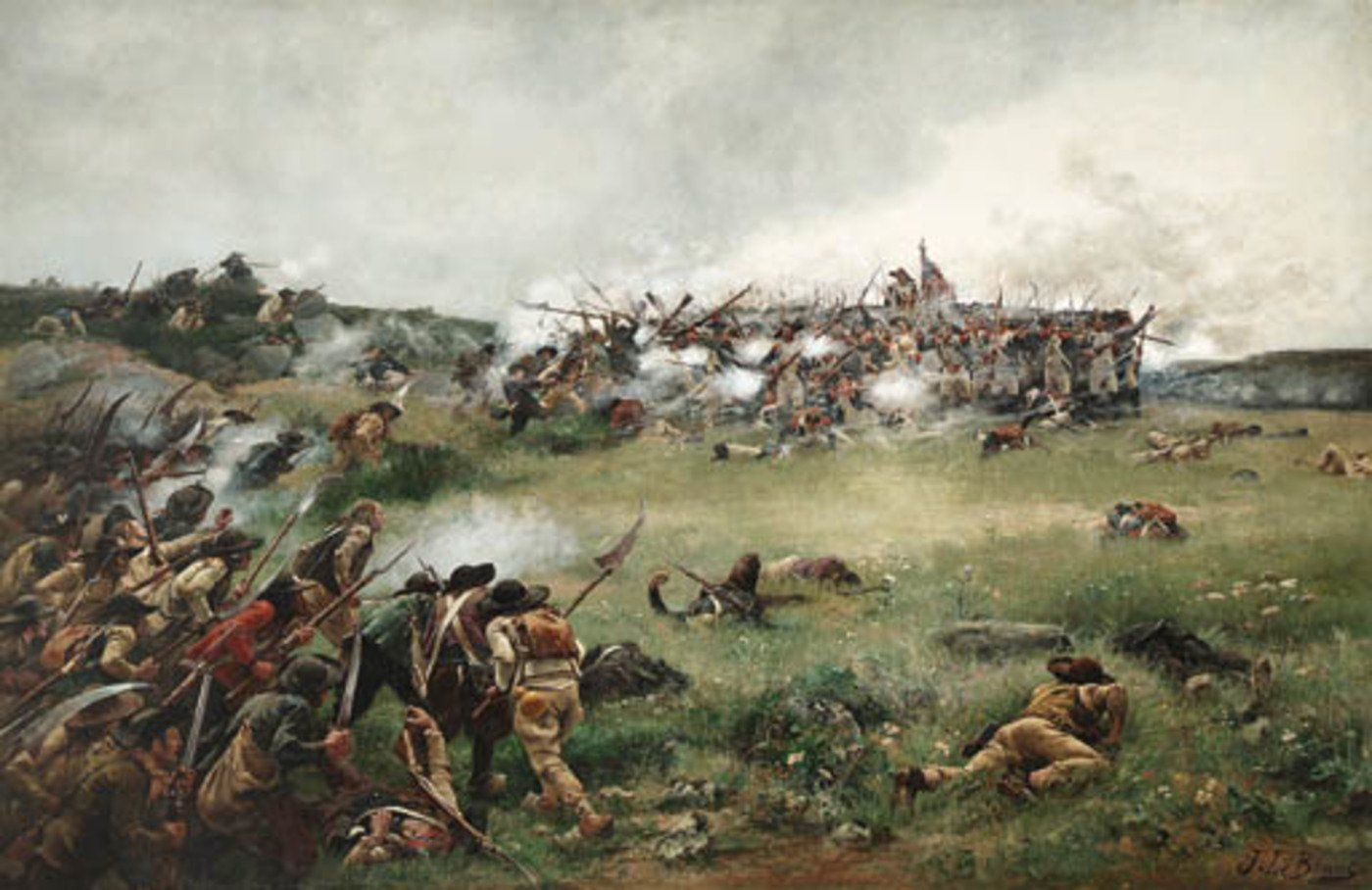
Le bataillon carré, peinture de Julien Le Blant, 1880.

La date prévue du soulèvement de l'association bretonne était le 10 mars 1793, cependant les survivants de l'association ne songent pas reprendre les armes et la plupart se retirent chez eux.
Mais une insurrection a tout de même lieu lors du mois de mars 1793. L'application de la levée en masse provoque la révolte des paysans en Bretagne, dans le Maine, en Vendée. Les paysans révoltés se donnent ensuite le nom des premiers insurgés de Mayenne : les Chouans. Ils choisissent des militaires et des nobles pour chefs, la plupart anciens membres de l'Association bretonne, les principaux sont Sébastien de La Haye de Silz, Aimé Picquet du Boisguy, Vincent de Tinténiac et Amateur-Jérôme Le Bras des Forges de Boishardy. En 1794, Joseph de Puisaye se présente comme le successeur de La Rouërie, afin d'unifier les groupes de la Chouannerie, il tente de ressusciter l'Association bretonne.

### Articles connexes

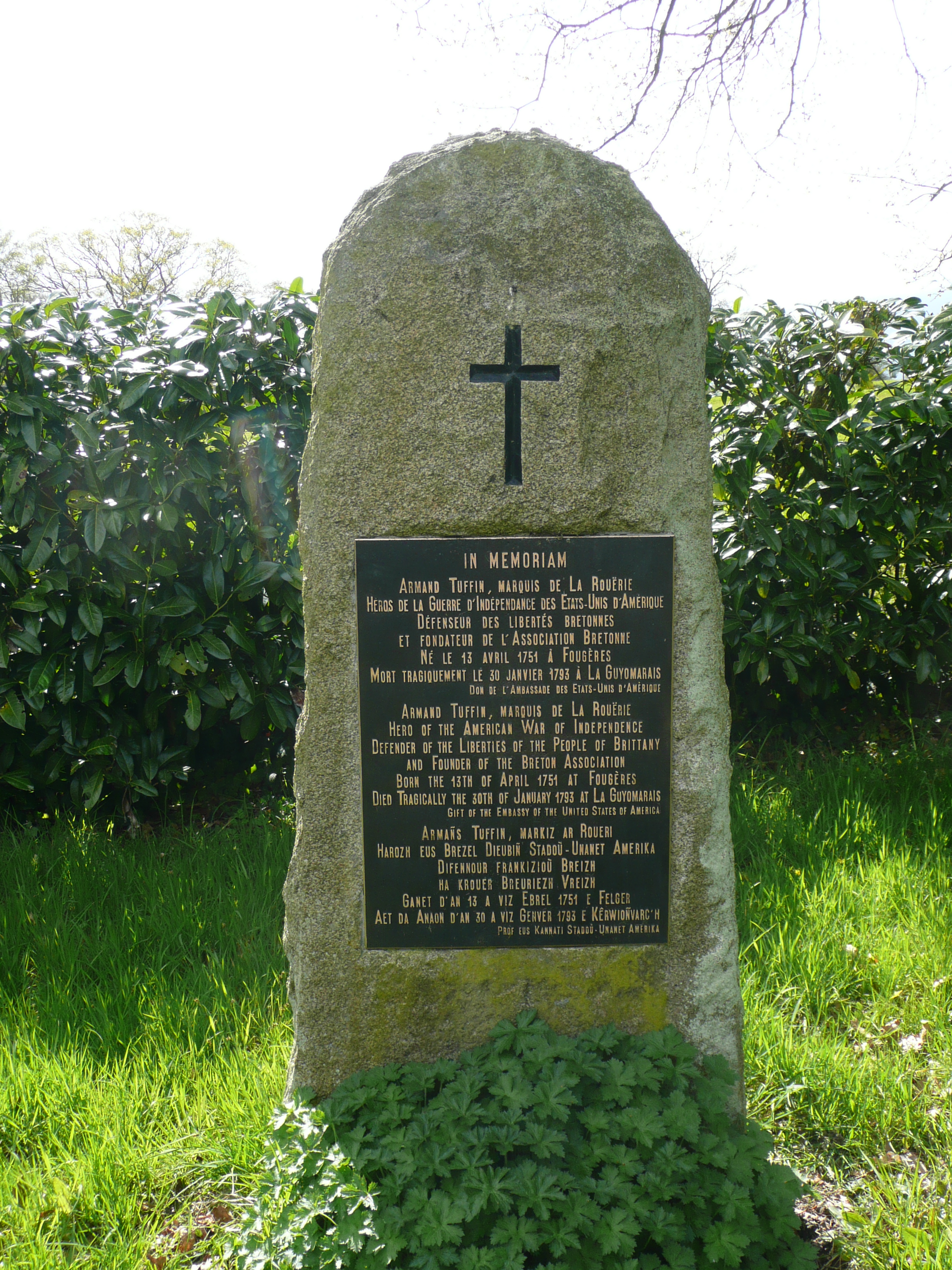
Mémorial du marquis de la Rouërie situé devant le château de La Guyomarais sur l'actuelle commune de Saint-Denoual, dans les Côtes-d'Armor.

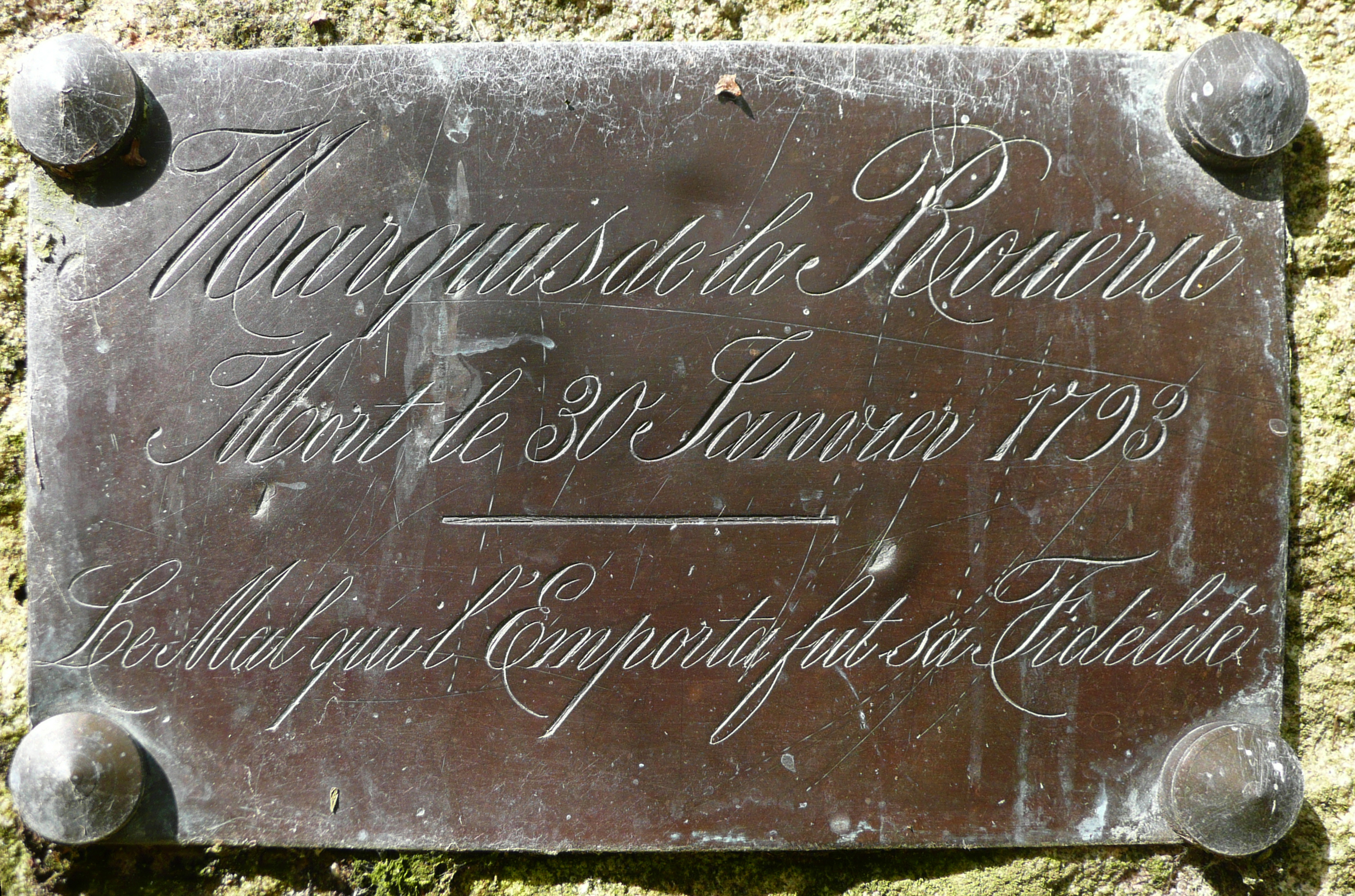
Épitaphe du tombeau du marquis de la Rouërie.

## Regards contemporains
« Brave jusqu'à l'intrépidité, entreprenant, actif, impatient, infatigable et d'une ténacité dans ses projets dont rien ne pouvait le distraire, ambitieux, jaloux, avide de distinctions et du commandement, jaloux de ses égaux, encore plus jaloux de sa noblesse, ce fut moins la cause de la liberté qu'il servit en Amérique que son ambition particulière. Il n'avait d'ailleurs pas le choix des moyens et c'était le seul qui lui restât pour pouvoir rentrer un jour dans sa patrie et faire oublier les écarts de sa jeunesse.
Le désir de se venger du peu de cas que la Cour avait fait de lui et l'espoir d'être député de son ordre aux états généraux l'avaient fait se jeter dans le parti de la noblesse bretonne dont il n'aimait pas les chefs et dont il n'était pas aimé. Son attente trompée par les événements ayant pris une autre direction, il s'attacha à se faire des partisans parmi la haute bourgeoisie et surtout parmi la classe des anoblis et des nobles peu favorisés par la fortune, qui se trouvaient flattés de ses prévenances »

— Valentin Chevetel

« Le colonel Armand, c'est-à-dire, M. de La Rouërie, neveu de M. de La Belinaye. Il a été célèbre en France pour sa passion pour Mademoiselle B..., il l'est en Amérique par son courage et sa capacité. [...] Son caractère est gai, son esprit est agréable et personne ne voudrait qu'il fût voué au silence. M. de La Rouërie était très jeune alors : sa conduite a montré depuis, que la nature en lui donnant une âme sensible et passionnée, ne lui avait pas fait un présent qui dut toujours lui être funeste : la gloire et l'honneur en ont employé toute l'activité, et c'est une observation qui trouverait place dans l'Histoire aussi bien que dans ce journal, qu'en portant en Amérique le courage héroïque et chevaleresque de l'ancienne Noblesse française, il a tellement su se plier en même temps aux mœurs républicaines, que loin de se prévaloir de sa naissance, il n'a voulu s'y faire connaître que sous son nom de Baptême, de là vient qu'on l'a toujours appelé le Colonel Armand »

— François Jean de Chastellux

« M. de la Rouërie est arrivé ici quelque temps avant moi et y a obtenu le grade de colonel avec le commandement d'un corps indépendant. Il s'est trouvé partout et partout il s'est distingué par une bravoure vraiment française, un zèle infatigable et au-dessus de toutes les difficultés, un amour violent de son métier. Il a eu des occasions heureuses. N'est-ce pas, mon cher cousin, des officiers tels qu'il vous les faut. Je suis d'autant plus sûr que vous aimerez M. le Marquis de la Rouerie que les qualités de son cœur et de son esprit ne le cèdent pas à ses qualités militaires. »

— La Fayette

« Armand Tuffin de La Rouërie, un aristocrate breton, un personnage vraiment extraordinaire qui joignait aux passions les plus fortes un esprit souple, au machiavélisme de l'aristocratie un talent de négociateur, et à l'intrépidité du soldat les vues d'un grand général, fut l'auteur principal de cette stupéfiante conspiration. Après avoir conçu le plan intégral, son vaste génie en a prévu jusqu'au plus infimes détails. Il en préparé l'exécution avec une habileté réellement incomprarable. »

— Claude Basire

« M. Armand Tuffin de La Rouarie naquit en 1753 (sic). Après des études brillantes, il entra dans le régiment des Gardes-Françaises, et fut nommé colonel en 1777. Sa jeunesse fut orageuse; quelques affaires qu'il eût lui occasionnèrent des désagréments, qui le déterminèrent à passer en Amérique. […] Il se mit au service de cette République naissante; il fut fait officier général et […] se distingua durant toute la guerre. Ses passions s'amortirent dans ces climats ; il revint en France en 1785 (sic) ; c'était alors un homme grave et réfléchi. Les principes qu'il avait puisés en Amérique lui firent d'abord voir avec satisfaction le commencement de la Révolution française, parce qu'il espérait qu'elle se bornerait à réprimer les abus qui s'introduisent toujours dans les vieilles sociétés; mais il fut promptement détrompé, et il jugea bientôt qu'elle allait bouleverser le Royaume et détruire toutes les institutions qui en faisaient la force. Le marquis était attaché aux privilèges de la Bretagne, et, déjà, il s'était prononcé si fortement, à l'époque des premiers troubles, dans la lutte entre la Cour et le Parlement, en 1788, qu'il fut un des douze députés envoyés auprès du Roi, pour réclamer la conservation des privilèges de la Province ; il fut mis à la Bastille ; cet emprisonnement excita l'intérêt et lui acquit la considération générale, en sorte que sa réputation lui assurait l'entière confiance des Royalistes, lorsqu'il forma son association. M. de La Rouarie avait un génie remarquable, un grand caractère, et joignait, aux talents de général, la plus rare intrépidité; il était affable et savait s'attacher tous ceux qui avaient des relations avec lui. »

— Toussaint du Breil de Pontbriand

« Il n'y avait en Bretagne qu'un homme capable de grandes choses, M. de La Rouërie »

— Maurice Gigost d'Elbée

« Rival de La Fayette et de Lauzun, devancier de La Rochejaquelein, le marquis de La Rouërie avait plus d'esprit qu'eux : il s'était plus souvent battu que le premier ; il avait enlevé des actrices à l'Opéra comme le second ; il serait devenu le compagnon d'armes du troisième. Il fourrageait les bois, en Bretagne, avec un major américain, et accompagné d'un singe assis sur la croupe de son cheval. Les écoliers de droit de Rennes l'aimaient, à cause de sa hardiesse d'action et de sa liberté d'idées : il avait été un des douze gentilshommes bretons mis à la Bastille. Il était élégant de taille et de manière, brave de mine, charmant de visage, et ressemblait au portraits des jeunes seigneurs de la Ligue. »

— François-René de Chateaubriand